# Vincitori dell'Eurovision Song Contest
Nella lista dei vincitori dell'Eurovision Song Contest si trovano i nomi dei 69 cantanti che hanno almeno una volta vinto una delle edizioni della manifestazione musicale più longeva d'Europa:

## Albo d'oro
| Anno | Città e paese ospitanti              | Paese vincitore                                        | Artista                                                | Canzone                                                | Lingua                                                 | Punti                                                  | Marg.                                                  | Secondo posto                                          | Terzo posto                                            |
| ---- | ------------------------------------ | ------------------------------------------------------ | ------------------------------------------------------ | ------------------------------------------------------ | ------------------------------------------------------ | ------------------------------------------------------ | ------------------------------------------------------ | ------------------------------------------------------ | ------------------------------------------------------ |
| 1956 | Lugano, Svizzera                     | Svizzera                                               | Lys Assia                                              | Refrain                                                | Francese                                               | Mai annunciati                                         | Mai annunciati                                         | Mai annunciati                                         | Mai annunciati                                         |
| 1957 | Francoforte sul Meno, Germania Ovest | Paesi Bassi                                            | Corry Brokken                                          | Net als toen                                           | Olandese                                               | 31                                                     | 14                                                     | Francia                                                | Danimarca                                              |
| 1958 | Hilversum, Paesi Bassi               | Francia                                                | André Claveau                                          | Dors, mon amour                                        | Francese                                               | 27                                                     | 3                                                      | Svizzera                                               | Italia                                                 |
| 1959 | Cannes, Francia                      | Paesi Bassi                                            | Teddy Scholten                                         | Een Beetje                                             | Olandese                                               | 21                                                     | 5                                                      | Regno Unito                                            | Francia                                                |
| 1960 | Londra, Regno Unito                  | Francia                                                | Jacqueline Boyer                                       | Tom Pillibi                                            | Francese                                               | 32                                                     | 7                                                      | Regno Unito                                            | Principato di Monaco                                   |
| 1961 | Cannes, Francia                      | Lussemburgo                                            | Jean-Claude Pascal                                     | Nous les amoureux                                      | Francese                                               | 31                                                     | 7                                                      | Regno Unito                                            | Svizzera                                               |
| 1962 | Lussemburgo, Lussemburgo             | Francia                                                | Isabelle Aubret                                        | Un premier amour                                       | Francese                                               | 26                                                     | 13                                                     | Principato di Monaco                                   | Lussemburgo                                            |
| 1963 | Londra, Regno Unito                  | Danimarca                                              | Grethe e Jørgen Ingmann                                | Dansevise                                              | Danese                                                 | 42                                                     | 2                                                      | Svizzera                                               | Italia                                                 |
| 1964 | Copenaghen, Danimarca                | Italia                                                 | Gigliola Cinquetti                                     | Non ho l'età (per amarti)                              | Italiano                                               | 49                                                     | 32                                                     | Regno Unito                                            | Principato di Monaco                                   |
| 1965 | Napoli, Italia                       | Lussemburgo                                            | France Gall                                            | Poupée de cire, poupée de son                          | Francese                                               | 32                                                     | 6                                                      | Regno Unito                                            | Francia                                                |
| 1966 | Lussemburgo, Lussemburgo             | Austria                                                | Udo Jürgens                                            | Merci, Chérie                                          | Tedesco                                                | 31                                                     | 15                                                     | Svezia                                                 | Norvegia                                               |
| 1967 | Vienna, Austria                      | Regno Unito                                            | Sandie Shaw                                            | Puppet on a String                                     | Inglese                                                | 47                                                     | 25                                                     | Irlanda                                                | Francia                                                |
| 1968 | Londra, Regno Unito                  | Spagna                                                 | Massiel                                                | La, la, la                                             | Spagnolo                                               | 29                                                     | 1                                                      | Regno Unito                                            | Francia                                                |
| 1969 | Madrid, Spagna                       | Francia                                                | Frida Boccara                                          | Un jour, un enfant                                     | Francese                                               | 18                                                     | Non c’è stato un secondo posto                         | Non c’è stato un secondo posto                         | Non c’è stato un secondo posto                         |
| 1969 | Madrid, Spagna                       | Paesi Bassi                                            | Lenny Kuhr                                             | De troubadour                                          | Olandese                                               | 18                                                     | Non c’è stato un secondo posto                         | Non c’è stato un secondo posto                         | Non c’è stato un secondo posto                         |
| 1969 | Madrid, Spagna                       | Regno Unito                                            | Lulu                                                   | Boom Bang-a-Bang                                       | Inglese                                                | 18                                                     | Non c’è stato un secondo posto                         | Non c’è stato un secondo posto                         | Non c’è stato un secondo posto                         |
| 1969 | Madrid, Spagna                       | Spagna                                                 | Salomé                                                 | Vivo cantando                                          | Spagnolo                                               | 18                                                     | Non c’è stato un secondo posto                         | Non c’è stato un secondo posto                         | Non c’è stato un secondo posto                         |
| 1970 | Amsterdam, Paesi Bassi               | Irlanda                                                | Dana                                                   | All Kinds of Everything                                | Inglese                                                | 32                                                     | 6                                                      | Regno Unito                                            | Germania Ovest                                         |
| 1971 | Dublino, Irlanda                     | Principato di Monaco                                   | Séverine                                               | Un banc, un arbre, une rue                             | Francese                                               | 128                                                    | 12                                                     | Spagna                                                 | Germania Ovest                                         |
| 1972 | Edimburgo, Regno Unito               | Lussemburgo                                            | Vicky Leandros                                         | Après toi                                              | Francese                                               | 128                                                    | 14                                                     | Regno Unito                                            | Germania Ovest                                         |
| 1973 | Lussemburgo, Lussemburgo             | Lussemburgo                                            | Anne-Marie David                                       | Tu te reconnaîtras                                     | Francese                                               | 129                                                    | 4                                                      | Spagna                                                 | Regno Unito                                            |
| 1974 | Brighton, Regno Unito                | Svezia                                                 | ABBA                                                   | Waterloo                                               | Inglese                                                | 24                                                     | 6                                                      | Italia                                                 | Paesi Bassi                                            |
| 1975 | Stoccolma, Svezia                    | Paesi Bassi                                            | Teach-In                                               | Ding-a-dong                                            | Inglese                                                | 152                                                    | 14                                                     | Regno Unito                                            | Italia                                                 |
| 1976 | L'Aia, Paesi Bassi                   | Regno Unito                                            | Brotherhood of Man                                     | Save Your Kisses for Me                                | Inglese                                                | 164                                                    | 17                                                     | Francia                                                | Principato di Monaco                                   |
| 1977 | Londra, Regno Unito                  | Francia                                                | Marie Myriam                                           | L'oiseau et l'enfant                                   | Francese                                               | 136                                                    | 15                                                     | Regno Unito                                            | Irlanda                                                |
| 1978 | Parigi, Francia                      | Israele                                                | Izhar Cohen & Alphabeta                                | A-Ba-Ni-Bi                                             | Ebraico                                                | 157                                                    | 32                                                     | Belgio                                                 | Francia                                                |
| 1979 | Gerusalemme, Israele                 | Israele                                                | Gali Atari e i Milk & Honey                            | Hallelujah                                             | Ebraico                                                | 125                                                    | 9                                                      | Spagna                                                 | Francia                                                |
| 1980 | L'Aia, Paesi Bassi                   | Irlanda                                                | Johnny Logan                                           | What's Another Year                                    | Inglese                                                | 143                                                    | 15                                                     | Germania Ovest                                         | Regno Unito                                            |
| 1981 | Dublino, Irlanda                     | Regno Unito                                            | Bucks Fizz                                             | Making Your Mind Up                                    | Inglese                                                | 136                                                    | 4                                                      | Germania Ovest                                         | Francia                                                |
| 1982 | Harrogate, Regno Unito               | Germania Ovest                                         | Nicole                                                 | Ein bißchen Frieden                                    | Tedesco                                                | 161                                                    | 61                                                     | Israele                                                | Svizzera                                               |
| 1983 | Monaco di Baviera, Germania Ovest    | Lussemburgo                                            | Corinne Hermès                                         | Si la vie est cadeau                                   | Francese                                               | 142                                                    | 6                                                      | Israele                                                | Svezia                                                 |
| 1984 | Lussemburgo, Lussemburgo             | Svezia                                                 | Herreys                                                | Diggy-Loo Diggy-Ley                                    | Svedese                                                | 145                                                    | 8                                                      | Irlanda                                                | Spagna                                                 |
| 1985 | Göteborg, Svezia                     | Norvegia                                               | Bobbysocks                                             | La det swinge                                          | Norvegese                                              | 123                                                    | 18                                                     | Germania Ovest                                         | Svezia                                                 |
| 1986 | Bergen, Norvegia                     | Belgio                                                 | Sandra Kim                                             | J'aime la vie                                          | Francese                                               | 176                                                    | 36                                                     | Svizzera                                               | Lussemburgo                                            |
| 1987 | Bruxelles, Belgio                    | Irlanda                                                | Johnny Logan                                           | Hold Me Now                                            | Inglese                                                | 172                                                    | 31                                                     | Germania Ovest                                         | Italia                                                 |
| 1988 | Dublino, Irlanda                     | Svizzera                                               | Céline Dion                                            | Ne partez pas sans moi                                 | Francese                                               | 137                                                    | 1                                                      | Regno Unito                                            | Danimarca                                              |
| 1989 | Losanna, Svizzera                    | Jugoslavia                                             | Riva                                                   | Rock Me                                                | Croato                                                 | 137                                                    | 7                                                      | Regno Unito                                            | Danimarca                                              |
| 1990 | Zagabria, RSF Jugoslavia             | Italia                                                 | Toto Cutugno                                           | Insieme: 1992                                          | Italiano                                               | 149                                                    | 17                                                     | Francia Irlanda                                        | Francia Irlanda                                        |
| 1991 | Roma, Italia                         | Svezia                                                 | Carola                                                 | Fångad av en stormvind                                 | Svedese                                                | 146                                                    | 0                                                      | Francia                                                | Israele                                                |
| 1992 | Malmö, Svezia                        | Irlanda                                                | Linda Martin                                           | Why Me?                                                | Inglese                                                | 155                                                    | 16                                                     | Regno Unito                                            | Malta                                                  |
| 1993 | Millstreet, Irlanda                  | Irlanda                                                | Niamh Kavanagh                                         | In Your Eyes                                           | Inglese                                                | 187                                                    | 23                                                     | Regno Unito                                            | Svizzera                                               |
| 1994 | Dublino, Irlanda                     | Irlanda                                                | Paul Harrington e Charlie McGettigan                   | Rock 'n' Roll Kids                                     | Inglese                                                | 226                                                    | 60                                                     | Polonia                                                | Germania                                               |
| 1995 | Dublino, Irlanda                     | Norvegia                                               | Secret Garden                                          | Nocturne                                               | Norvegese                                              | 148                                                    | 29                                                     | Spagna                                                 | Svezia                                                 |
| 1996 | Oslo, Norvegia                       | Irlanda                                                | Eimear Quinn                                           | The Voice                                              | Inglese                                                | 162                                                    | 48                                                     | Norvegia                                               | Svezia                                                 |
| 1997 | Dublino, Irlanda                     | Regno Unito                                            | Katrina and the Waves                                  | Love Shine a Light                                     | Inglese                                                | 227                                                    | 70                                                     | Irlanda                                                | Turchia                                                |
| 1998 | Birmingham, Regno Unito              | Israele                                                | Dana International                                     | Diva                                                   | Ebraico                                                | 172                                                    | 6                                                      | Regno Unito                                            | Malta                                                  |
| 1999 | Gerusalemme                          | Svezia                                                 | Charlotte Nilsson                                      | Take Me to Your Heaven                                 | Inglese                                                | 163                                                    | 17                                                     | Islanda                                                | Germania                                               |
| 2000 | Stoccolma, Svezia                    | Danimarca                                              | Olsen Brothers                                         | Fly on the Wings of Love                               | Inglese                                                | 195                                                    | 40                                                     | Russia                                                 | Lettonia                                               |
| 2001 | Copenaghen, Danimarca                | Estonia                                                | Tanel Padar, Dave Benton e 2XL                         | Everybody                                              | Inglese                                                | 198                                                    | 21                                                     | Danimarca                                              | Grecia                                                 |
| 2002 | Tallinn, Estonia                     | Lettonia                                               | Marie N.                                               | I Wanna                                                | Inglese                                                | 176                                                    | 12                                                     | Malta                                                  | Estonia Regno Unito                                    |
| 2003 | Riga, Lettonia                       | Turchia                                                | Sertab Erener                                          | Everyway That I Can                                    | Inglese                                                | 167                                                    | 2                                                      | Belgio                                                 | Russia                                                 |
| 2004 | Istanbul, Turchia                    | Ucraina                                                | Ruslana                                                | Wild Dances                                            | Inglese*                                               | 280                                                    | 17                                                     | Serbia e Montenegro                                    | Grecia                                                 |
| 2005 | Kiev, Ucraina                        | Grecia                                                 | Helena Paparizou                                       | My Number One                                          | Inglese                                                | 230                                                    | 38                                                     | Malta                                                  | Romania                                                |
| 2006 | Atene, Grecia                        | Finlandia                                              | Lordi                                                  | Hard Rock Hallelujah                                   | Inglese                                                | 292                                                    | 44                                                     | Russia                                                 | Bosnia ed Erzegovina                                   |
| 2007 | Helsinki, Finlandia                  | Serbia                                                 | Marija Šerifović                                       | Molitva                                                | Serbo                                                  | 268                                                    | 33                                                     | Ucraina                                                | Russia                                                 |
| 2008 | Belgrado, Serbia                     | Russia                                                 | Dima Bilan                                             | Believe                                                | Inglese                                                | 272                                                    | 42                                                     | Ucraina                                                | Grecia                                                 |
| 2009 | Mosca, Russia                        | Norvegia                                               | Alexander Rybak                                        | Fairytale                                              | Inglese                                                | 387                                                    | 169                                                    | Islanda                                                | Azerbaigian                                            |
| 2010 | Oslo, Norvegia                       | Germania                                               | Lena Meyer-Landrut                                     | Satellite                                              | Inglese                                                | 246                                                    | 76                                                     | Turchia                                                | Romania                                                |
| 2011 | Düsseldorf, Germania                 | Azerbaigian                                            | Ell & Nikki                                            | Running Scared                                         | Inglese                                                | 221                                                    | 32                                                     | Italia                                                 | Svezia                                                 |
| 2012 | Baku, Azerbaigian                    | Svezia                                                 | Loreen                                                 | Euphoria                                               | Inglese                                                | 372                                                    | 113                                                    | Russia                                                 | Serbia                                                 |
| 2013 | Malmö, Svezia                        | Danimarca                                              | Emmelie de Forest                                      | Only Teardrops                                         | Inglese                                                | 281                                                    | 47                                                     | Azerbaigian                                            | Ucraina                                                |
| 2014 | Copenaghen, Danimarca                | Austria                                                | Conchita Wurst                                         | Rise like a Phoenix                                    | Inglese                                                | 290                                                    | 52                                                     | Paesi Bassi                                            | Svezia                                                 |
| 2015 | Vienna, Austria                      | Svezia                                                 | Måns Zelmerlöw                                         | Heroes                                                 | Inglese                                                | 365                                                    | 62                                                     | Russia                                                 | Italia                                                 |
| 2016 | Stoccolma, Svezia                    | Ucraina                                                | Jamala                                                 | 1944                                                   | Inglese*                                               | 534                                                    | 23                                                     | Australia                                              | Russia                                                 |
| 2017 | Kiev, Ucraina                        | Portogallo                                             | Salvador Sobral                                        | Amar pelos dois                                        | Portoghese                                             | 758                                                    | 143                                                    | Bulgaria                                               | Moldavia                                               |
| 2018 | Lisbona, Portogallo                  | Israele                                                | Netta                                                  | Toy                                                    | Inglese                                                | 529                                                    | 93                                                     | Cipro                                                  | Austria                                                |
| 2019 | Tel Aviv, Israele                    | Paesi Bassi                                            | Duncan Laurence                                        | Arcade                                                 | Inglese                                                | 498                                                    | 26                                                     | Italia                                                 | Russia                                                 |
| 2020 | Rotterdam, Paesi Bassi               | Edizione cancellata a causa della pandemia di COVID-19 | Edizione cancellata a causa della pandemia di COVID-19 | Edizione cancellata a causa della pandemia di COVID-19 | Edizione cancellata a causa della pandemia di COVID-19 | Edizione cancellata a causa della pandemia di COVID-19 | Edizione cancellata a causa della pandemia di COVID-19 | Edizione cancellata a causa della pandemia di COVID-19 | Edizione cancellata a causa della pandemia di COVID-19 |
| 2021 | Rotterdam, Paesi Bassi               | Italia                                                 | Måneskin                                               | Zitti e buoni                                          | Italiano                                               | 524                                                    | 25                                                     | Francia                                                | Svizzera                                               |
| 2022 | Torino, Italia                       | Ucraina                                                | Kalush Orchestra                                       | Stefania                                               | Ucraino                                                | 631                                                    | 165                                                    | Regno Unito                                            | Spagna                                                 |
| 2023 | Liverpool, Regno Unito               | Svezia                                                 | Loreen                                                 | Tattoo                                                 | Inglese                                                | 583                                                    | 57                                                     | Finlandia                                              | Israele                                                |
| 2024 | Malmö, Svezia                        | Svizzera                                               | Nemo                                                   | The Code                                               | Inglese                                                | 591                                                    | 44                                                     | Croazia                                                | Ucraina                                                |
| 2025 | Basilea, Svizzera                    | Austria                                                | JJ                                                     | Wasted Love                                            | Inglese                                                | 436                                                    | 79                                                     | Israele                                                | Estonia                                                |

### Autori, compositori e direttori d'orchestra che hanno accompagnato i vincitori
| Canzone                       | Autore/i                                                                                           | Compositore/i                                                                                      | Direttore d'orchestra                       |
| ----------------------------- | -------------------------------------------------------------------------------------------------- | -------------------------------------------------------------------------------------------------- | ------------------------------------------- |
| Refrain                       | Émile Gardaz                                                                                       | Géo Voumard                                                                                        | Fernando Paggi                              |
| Net als toen                  | Willy Van Hemert                                                                                   | Guus Jansen                                                                                        | Dolf van der Linden                         |
| Dors, mon amour               | Pierre Delanoë                                                                                     | Hubert Giraud                                                                                      | Franck Pourcel                              |
| Een beetje                    | Willy Van Hemert                                                                                   | Dick Schallies                                                                                     | Dolf van der Linden                         |
| Tom Pillibi                   | Pierre Cour                                                                                        | André Popp                                                                                         | Franck Pourcel                              |
| Nous les amoureux             | Maurice Vidalin                                                                                    | Jacques Datin                                                                                      | Léo Chauliac                                |
| Un premier amour              | Roland Valande                                                                                     | Claude-Henri Vic                                                                                   | Franck Pourcel                              |
| Dansevise                     | Sejr Volmer Sørensen                                                                               | Otto Francker                                                                                      | Kai Mortensen                               |
| Non ho l'età                  | Mario Panzeri                                                                                      | Nicola Salerno                                                                                     | Gianfranco Monaldi                          |
| Poupée de cire, poupée de son | Serge Gainsbourg                                                                                   | Serge Gainsbourg                                                                                   | Alain Goraguer                              |
| Merci, Chérie                 | Udo Jürgens,Thomas Hörbiger                                                                        | Udo Jürgens                                                                                        | Hans Hammerschmid                           |
| Puppet on a String            | Bill Martin, Phil Coulter                                                                          | Bill Martin, Phil Coulter                                                                          | Kenny Woodman                               |
| La, la, la                    | Ramón Arcusa, Manuel de la Calva                                                                   | Ramón Arcusa, Manuel de la Calva                                                                   | Rafaele Ibarbia                             |
| Vivo cantando                 | Aniano Alcalde                                                                                     | Maria José de Cerato                                                                               | Augusto Algueró                             |
| Un jour, un enfant            | Eddy Marnay                                                                                        | Emil Stern                                                                                         | Franck Pourcel                              |
| De troubadour                 | Lenny Kuhr                                                                                         | David Hartsema                                                                                     | Frans de Kock                               |
| Boom Bang-a-Bang              | Peter Warne                                                                                        | Alan Moorhouse                                                                                     | Johnny Harris                               |
| All Kinds of Everything       | Derry Lindsay, Jackie Smith                                                                        | Derry Lindsay, Jackie Smith                                                                        | Dolf van der Linden                         |
| Un banc, un arbre, une rue    | Yves Dessca                                                                                        | Jean-Pierre Bourtayre                                                                              | Jean-Claude Petit                           |
| Après toi                     | Yves Dessca, Klaus Munro                                                                           | Mario Panas, Klaus Munro                                                                           | Klaus Munro                                 |
| Tu te reconnaîtras            | Vline Buggy                                                                                        | Claude Morgan                                                                                      | Pierre Cao                                  |
| Waterloo                      | Stig Anderson                                                                                      | Benny Andersson, Björn Ulvaeus                                                                     | Sven-Olof Walldoff                          |
| Ding-A-Dong                   | Will Luikinga, Eddy Ouwens                                                                         | Dick Bakker                                                                                        | Harry van Hoof                              |
| Save Your Kisses for Me       | Tony Hiller, Lee Sheriden, Martin Lee                                                              | Tony Hiller, Lee Sheriden, Martin Lee                                                              | Alyn Ainsworth                              |
| L'Oiseau et l'Enfant          | Joe Gracy                                                                                          | Jean-Paul Cara                                                                                     | Raymond Donnez                              |
| A-Ba-Ni-Bi                    | Ehud Manor                                                                                         | Nurit Hirsh                                                                                        | Nurit Hirsh                                 |
| Hallelujah                    | Shimrit Orr                                                                                        | Kobi Oshrat                                                                                        | Kobi Oshrat                                 |
| What's Another Year           | Shay Healy                                                                                         | Shay Healy                                                                                         | Noel Kelehan                                |
| Making Your Mind Up           | Andy Hill                                                                                          | John Danter                                                                                        | John Coleman                                |
| Ein bißchen Frieden           | Bernd Meinunger                                                                                    | Ralph Siegel                                                                                       | Norbert Daum                                |
| Si la vie est cadeau          | Alain Garcia                                                                                       | Jean-Pierre Millers                                                                                | Michel Bernholc                             |
| Diggi-Loo Diggi-Ley           | Britt Lindeborg                                                                                    | Torgny Söderberg                                                                                   | Curt-Eric Holmquist                         |
| La det swinge                 | Rolf Løvland                                                                                       | Rolf Løvland                                                                                       | Terje Fjærn                                 |
| J'aime la vie                 | Rosario Marino Atria                                                                               | Jean-Paul Furnémont, Angelo Crisci                                                                 | Jo Carlier                                  |
| Hold Me Now                   | Johnny Logan                                                                                       | Johnny Logan                                                                                       | Noel Kelehan                                |
| Ne partez pas sans moi        | Nella Martinetti                                                                                   | Atilla Şereftuğ                                                                                    | Atilla Şereftuğ                             |
| Rock Me                       | Stevo Cvikić                                                                                       | Rajko Dujmić                                                                                       | Nikica Kalogjera                            |
| Insieme: 1992                 | Toto Cutugno                                                                                       | Toto Cutugno                                                                                       | Gianni Madonini                             |
| Fångad av en stormvind        | Stephan Berg                                                                                       | Stephan Berg                                                                                       | Anders Berglund                             |
| Why Me?                       | Johnny Logan                                                                                       | Johnny Logan                                                                                       | Noel Kelehan                                |
| In Your Eyes                  | Jimmy Walsh                                                                                        | Jimmy Walsh                                                                                        | Noel Kelehan                                |
| Rock 'n' Roll Kids            | Brendan Graham                                                                                     | Brendan Graham                                                                                     | brano realizzato al pianoforte              |
| Nocturne                      | Petter Skavlan                                                                                     | Rolf Løvland                                                                                       | Geir Langslet                               |
| The Voice                     | Brendan Graham                                                                                     | Brendan Graham                                                                                     | Noel Kelehan                                |
| Love Shine a Light            | Kimberley Rew                                                                                      | Kimberley Rew                                                                                      | Don Airey                                   |
| Diva                          | Yoav Ginay                                                                                         | Tzvika Pik                                                                                         | I cantanti si esibiscono su basi registrate |
| Take Me to Your Heaven        | Gert Lengstrand, Marcos Ubeda                                                                      | Lars Diedricson                                                                                    | I cantanti si esibiscono su basi registrate |
| Fly on the Wings of Love      | Jørgen Olsen                                                                                       | Jørgen Olsen                                                                                       | I cantanti si esibiscono su basi registrate |
| Everybody                     | Maian-Anna Kärmas                                                                                  | Ivar Must                                                                                          | I cantanti si esibiscono su basi registrate |
| I Wanna                       | Marie N, Marats Samauskis                                                                          | Marie N                                                                                            | I cantanti si esibiscono su basi registrate |
| Everyway That I Can           | Demir Demirkan                                                                                     | Demir Demirkan, Sertab Erener                                                                      | I cantanti si esibiscono su basi registrate |
| Wild Dances                   | Oleksandr Ksenofontov, Ruslana                                                                     | Ruslana                                                                                            | I cantanti si esibiscono su basi registrate |
| My Number One                 | Christos Dantis, Natalia Germanou                                                                  | Christos Dantis                                                                                    | I cantanti si esibiscono su basi registrate |
| Hard Rock Hallelujah          | Mr. Lordi                                                                                          | Mr. Lordi                                                                                          | I cantanti si esibiscono su basi registrate |
| Molitva                       | Saša Milošević Mare                                                                                | Vladimir Graić                                                                                     | I cantanti si esibiscono su basi registrate |
| Believe                       | Jim Beanz, Dima Bilan                                                                              | Jim Beanz, Dima Bilan                                                                              | I cantanti si esibiscono su basi registrate |
| Fairytale                     | Alexander Rybak                                                                                    | Alexander Rybak                                                                                    | I cantanti si esibiscono su basi registrate |
| Satellite                     | Julie Frost, John Gordon                                                                           | Julie Frost                                                                                        | I cantanti si esibiscono su basi registrate |
| Running Scared                | Stefan Örn, Sandra Bjurman                                                                         | Stefan Örn, Sandra Bjurman, Iain Farquharson                                                       | I cantanti si esibiscono su basi registrate |
| Euphoria                      | Thomas G:son, Peter Boström                                                                        | Thomas G:son, Peter Boström                                                                        | I cantanti si esibiscono su basi registrate |
| Only Teardrops                | Lise Cabble, Julia Fabrin Jakobsen, Thomas Stengaard                                               | Lise Cabble, Julia Fabrin Jakobsen, Thomas Stengaard                                               | I cantanti si esibiscono su basi registrate |
| Rise like a Phoenix           | Charley Mason, Joey Patulka, Ali Zuckowski, Julian Maas                                            | Charley Mason, Joey Patulka, Ali Zuckowski, Julian Maas                                            | I cantanti si esibiscono su basi registrate |
| Heroes                        | Anton Malmberg Hård af Segerstad, Joy Deb, Linnea Deb                                              | Anton Malmberg Hård af Segerstad, Joy Deb, Linnea Deb                                              | I cantanti si esibiscono su basi registrate |
| 1944                          | Jamala                                                                                             | Jamala                                                                                             | I cantanti si esibiscono su basi registrate |
| Amar pelos dois               | Luísa Sobral                                                                                       | Luísa Sobral                                                                                       | I cantanti si esibiscono su basi registrate |
| Toy                           | Doron Medalie                                                                                      | Stav Beger                                                                                         | I cantanti si esibiscono su basi registrate |
| Arcade                        | Duncan Laurence, Joel Sjöö, Wouter Hardy, Will Knox                                                | Duncan Laurence, Joel Sjöö, Wouter Hardy, Will Knox                                                | I cantanti si esibiscono su basi registrate |
| Zitti e buoni                 | Damiano David, Victoria De Angelis, Thomas Raggi, Ethan Torchio                                    | Damiano David, Victoria De Angelis, Thomas Raggi, Ethan Torchio                                    | I cantanti si esibiscono su basi registrate |
| Stefania                      | Ivan Klymenko, Oleh Psjuk                                                                          | Ihor Didenčuk, Vitalij Dužyk, Tymofij Muzyčuk                                                      | I cantanti si esibiscono su basi registrate |
| Tattoo                        | Jimmy "Joker" Thörnfeldt, Jimmy Jansson, Loreen Talhaoui, Cazzi Opeia, Peter Boström, Thomas G:son | Jimmy "Joker" Thörnfeldt, Jimmy Jansson, Loreen Talhaoui, Cazzi Opeia, Peter Boström, Thomas G:son | I cantanti si esibiscono su basi registrate |
| The Code                      | Benjamin Alasu, Lasse Midtsian Nymann, Linda Dale, Nemo Mettler                                    | Benjamin Alasu, Lasse Midtsian Nymann, Linda Dale, Nemo Mettler                                    | I cantanti si esibiscono su basi registrate |
| Wasted Love                   | Johannes Pietsch, Teodora "Teya" Špirić, Thomas Neuwirth                                           | Johannes Pietsch, Teodora "Teya" Špirić, Thomas Neuwirth                                           | I cantanti si esibiscono su basi registrate |

### Percentuale e punti guadagnati per la vittoria
| Anno | Cantante                             | Punti          | Percentuale    |
| ---- | ------------------------------------ | -------------- | -------------- |
| 1956 | Lys Assia                            | Mai pubblicati | Mai pubblicati |
| 1957 | Corry Brokken                        | 31/90          | 34,44%         |
| 1958 | André Claveau                        | 27/90          | 30,00%         |
| 1959 | Teddy Scholten                       | 21/100         | 21,00%         |
| 1960 | Jacqueline Boyer                     | 32/120         | 26,67%         |
| 1961 | Jean-Claude Pascal                   | 31/150         | 20,67%         |
| 1962 | Isabelle Aubret                      | 26/45          | 57,78%         |
| 1963 | Grethe & Jørgen Ingmann              | 42/75          | 56,00%         |
| 1964 | Gigliola Cinquetti                   | 49/135         | 36,30%         |
| 1965 | France Gall                          | 32/153         | 20,92%         |
| 1966 | Udo Jürgens                          | 31/153         | 20,27%         |
| 1967 | Sandie Shaw                          | 47/160         | 29,38%         |
| 1968 | Massiel                              | 29/160         | 18,13%         |
| 1969 | Frida Boccara                        | 18/150         | 12,00%         |
| 1969 | Lenny Kuhr                           | 18/150         | 12,00%         |
| 1969 | Lulu                                 | 18/150         | 12,00%         |
| 1969 | Salomé                               | 18/150         | 12,00%         |
| 1970 | Dana                                 | 32/110         | 29,09%         |
| 1971 | Séverine                             | 128/170        | 75,29%         |
| 1972 | Vicky Léandros                       | 128/170        | 75,29%         |
| 1973 | Anne-Marie David                     | 129/160        | 80,63%         |
| 1974 | ABBA                                 | 24/160         | 15,00%         |
| 1975 | Teach-In                             | 152/216        | 70,37%         |
| 1976 | Brotherhood of Man                   | 164/204        | 80,39%         |
| 1977 | Marie Myriam                         | 136/204        | 66,67%         |
| 1978 | Izhar Cohen & Alphabeta              | 157/228        | 68,86%         |
| 1979 | Gali Atari & Milk & Honey            | 125/216        | 57,87%         |
| 1980 | Johnny Logan                         | 143/216        | 66,20%         |
| 1981 | Bucks Fizz                           | 136/228        | 59,65%         |
| 1982 | Nicole                               | 161/204        | 78,92%         |
| 1983 | Corinne Hermès                       | 142/228        | 62,28%         |
| 1984 | Herreys                              | 145/216        | 67,13%         |
| 1985 | Bobbysocks                           | 123/216        | 56,94%         |
| 1986 | Sandra Kim                           | 176/228        | 77,19%         |
| 1987 | Johnny Logan                         | 172/252        | 68,25%         |
| 1988 | Céline Dion                          | 137/240        | 57,08%         |
| 1989 | Riva                                 | 137/252        | 54,37%         |
| 1990 | Toto Cutugno                         | 149/252        | 59,13%         |
| 1991 | Carola                               | 146/252        | 57,94%         |
| 1992 | Linda Martin                         | 155/264        | 58,71%         |
| 1993 | Niamh Kavanagh                       | 187/288        | 64,93%         |
| 1994 | Paul Harrington & Charlie McGettigan | 226/288        | 78,47%         |
| 1995 | Secret Garden                        | 148/264        | 61,36%         |
| 1996 | Eimear Quinn                         | 162/264        | 61,36%         |
| 1997 | Katrina and the Waves                | 227/288        | 78,82%         |
| 1998 | Dana International                   | 172/288        | 59,72%         |
| 1999 | Charlotte Nilsson                    | 163/264        | 61,74%         |
| 2000 | Olsen Brothers                       | 195/276        | 70,65%         |
| 2001 | Tanel Padar, Dave Benton, & 2XL      | 198/264        | 75,00%         |
| 2002 | Marie N.                             | 176/276        | 63,77%         |
| 2003 | Sertab Erener                        | 167/300        | 55,67%         |
| 2004 | Ruslana                              | 280/420        | 66,67%         |
| 2005 | Helena Paparizou                     | 230/456        | 50,44%         |
| 2006 | Lordi                                | 292/492        | 67,59%         |
| 2007 | Marija Šerifović                     | 268/492        | 54,47%         |
| 2008 | Dima Bilan                           | 272/504        | 53,97%         |
| 2009 | Alexander Rybak                      | 387/492        | 78,66%         |
| 2010 | Lena                                 | 246/456        | 53,95%         |
| 2011 | Ell & Nikki                          | 221/504        | 43,85%         |
| 2012 | Loreen                               | 372/492        | 75,61%         |
| 2013 | Emmelie de Forest                    | 281/456        | 61,62%         |
| 2014 | Conchita Wurst                       | 290/432        | 67,13%         |
| 2015 | Måns Zelmerlöw                       | 365/468        | 77,99%         |
| 2016 | Jamala                               | 534/984        | 54,27%         |
| 2017 | Salvador Sobral                      | 758/984        | 77,03%         |
| 2018 | Netta                                | 529/1008       | 52,48%         |
| 2019 | Duncan Laurence                      | 498/960        | 51,88%         |
| 2020 | -                                    | -              | -              |
| 2021 | Måneskin                             | 524/912        | 57,46%         |
| 2022 | Kalush Orchestra                     | 631/936        | 67,41%         |
| 2023 | Loreen                               | 583/876        | 66,55%         |
| 2024 | Nemo                                 | 591/876        | 67,47%         |
| 2025 | JJ                                   | 436/864        | 50,56%         |

## Vittorie per paese

La mappa mostra il numero di vittorie per paese.

Ad oggi, l’Eurovision Song Contest ha visto la vittoria di 27 Paesi diversi, di cui uno non più esistente (la Jugoslavia).
L'Irlanda e la Svezia, con 7 vittorie complessive ciascuno, sono i Paesi che hanno vinto più edizioni. Seguono i Paesi Bassi, il Regno Unito, il Lussemburgo e la Francia con 5 vittorie a testa.  
| Vittorie | Paese                | Anni                                     |
| -------- | -------------------- | ---------------------------------------- |
| 7        | Svezia               | 1974, 1984, 1991, 1999, 2012, 2015, 2023 |
| 7        | Irlanda              | 1970, 1980, 1987, 1992, 1993, 1994, 1996 |
| 5        | Paesi Bassi          | 1957, 1959, 1969, 1975, 2019             |
| 5        | Regno Unito          | 1967, 1969, 1976, 1981, 1997             |
| 5        | Lussemburgo          | 1961, 1965, 1972, 1973, 1983             |
| 5        | Francia              | 1958, 1960, 1962, 1969, 1977             |
| 4        | Israele              | 1978, 1979, 1998, 2018                   |
| 3        | Austria              | 1966, 2014, 2025                         |
| 3        | Svizzera             | 1956, 1988, 2024                         |
| 3        | Ucraina              | 2004, 2016, 2022                         |
| 3        | Italia               | 1964, 1990, 2021                         |
| 3        | Danimarca            | 1963, 2000, 2013                         |
| 3        | Norvegia             | 1985, 1995, 2009                         |
| 2        | Germania             | 1982, 2010                               |
| 2        | Spagna               | 1968, 1969                               |
| 1        | Portogallo           | 2017                                     |
| 1        | Azerbaigian          | 2011                                     |
| 1        | Russia               | 2008                                     |
| 1        | Serbia               | 2007                                     |
| 1        | Finlandia            | 2006                                     |
| 1        | Grecia               | 2005                                     |
| 1        | Turchia              | 2003                                     |
| 1        | Lettonia             | 2002                                     |
| 1        | Estonia              | 2001                                     |
| 1        | Jugoslavia           | 1989                                     |
| 1        | Belgio               | 1986                                     |
| 1        | Principato di Monaco | 1971                                     |

## Vittorie per lingua
Nel corso delle 69 edizioni del concorso, le canzoni vincitrici sono state eseguite in 15 lingue diverse. L'inglese ha il primato in questo senso, con 37 (più altre 3 in cui era presente una piccola parte in tale lingua) canzoni vincitrici eseguite. Segue il francese con 14 (+1) brani vincitori e l'ebraico con 4.
Tra il 1966 e il 1973 e tra il 1977 e il 1998, i paesi in gara potevano cantare canzoni esclusivamente nella loro lingua madre:
| Vittorie | Lingua           | Anni | Paesi |
| -------- | ---------------- | --- | --- |
| 37 (+3)° | Inglese          | 1967, 1969, 1970, 1974, 1975, 1976, 1980, 1981, 1987, 1989°, 1990°, 1992, 1993, 1994, 1996, 1997, 1999, 2000, 2001, 2002, 2003, 2004*, 2005, 2006, 2008, 2009, 2010, 2011, 2012, 2013, 2014, 2015, 2016*, 2018°, 2019, 2023, 2024, 2025 | Regno Unito, Irlanda, Jugoslavia, Italia, Svezia, Paesi Bassi, Danimarca, Estonia, Lettonia, Turchia, Ucraina, Grecia, Finlandia, Russia, Norvegia, Germania, Azerbaigian, Austria, Israele, Svizzera |
| 14 (+1)° | Francese         | 1956, 1958, 1960, 1961, 1962, 1965, 1966°, 1969, 1971, 1972, 1973, 1977, 1983, 1986, 1988 | Svizzera, Francia, Lussemburgo, Principato di Monaco, Belgio |
| 4        | Ebraico          | 1978, 1979, 1998, 2018° | Israele |
| 3        | Olandese         | 1957, 1959, 1969 | Paesi Bassi |
| 3        | Italiano         | 1964, 1990, 2021 | Italia |
| 2        | Spagnolo         | 1968, 1969 | Spagna |
| 2        | Tedesco          | 1966°, 1982 | Austria, Germania Ovest |
| 2        | Svedese          | 1984, 1991 | Svezia |
| 2        | Norvegese        | 1985, 1995 | Norvegia |
| 2        | Ucraino          | 2004*, 2022 | Ucraina |
| 1        | Danese           | 1963 | Danimarca |
| 1        | Serbo-Croato     | 1989° | Jugoslavia |
| 1        | Serbo            | 2007 | Serbia |
| 1        | Tataro di Crimea | 2016* | Ucraina |
| 1        | Portoghese       | 2017 | Portogallo |

## Galleria vincitori

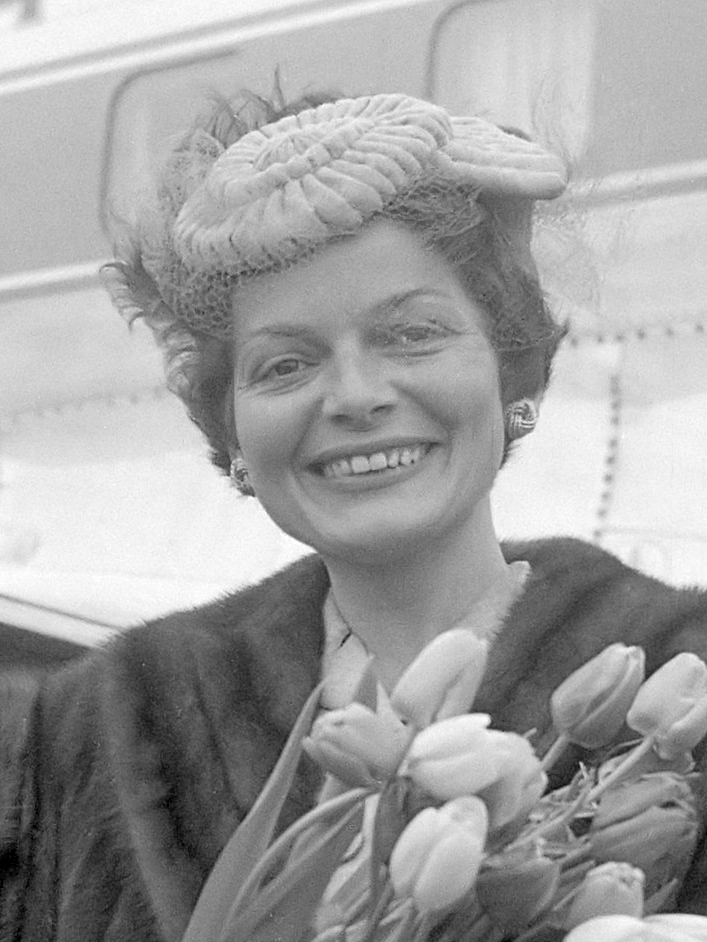
Lys Assia, prima vincitrice assoluta della manifestazione nel 1956
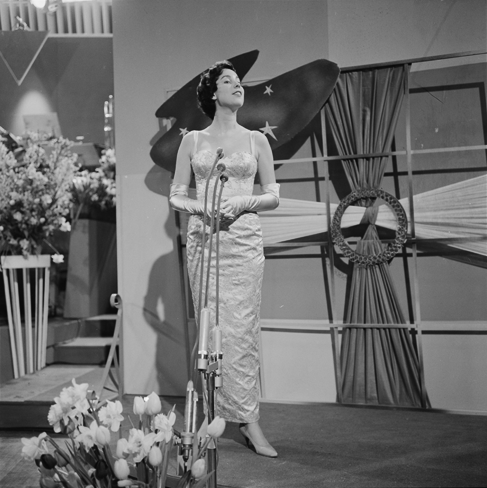
Corry Brokken, vincitrice nel 1957
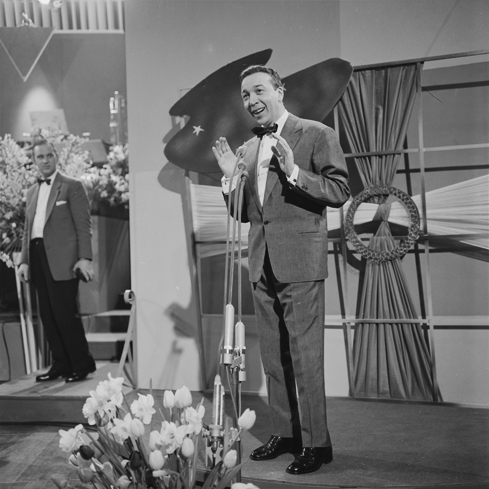
André Claveau, vincitore nel 1958
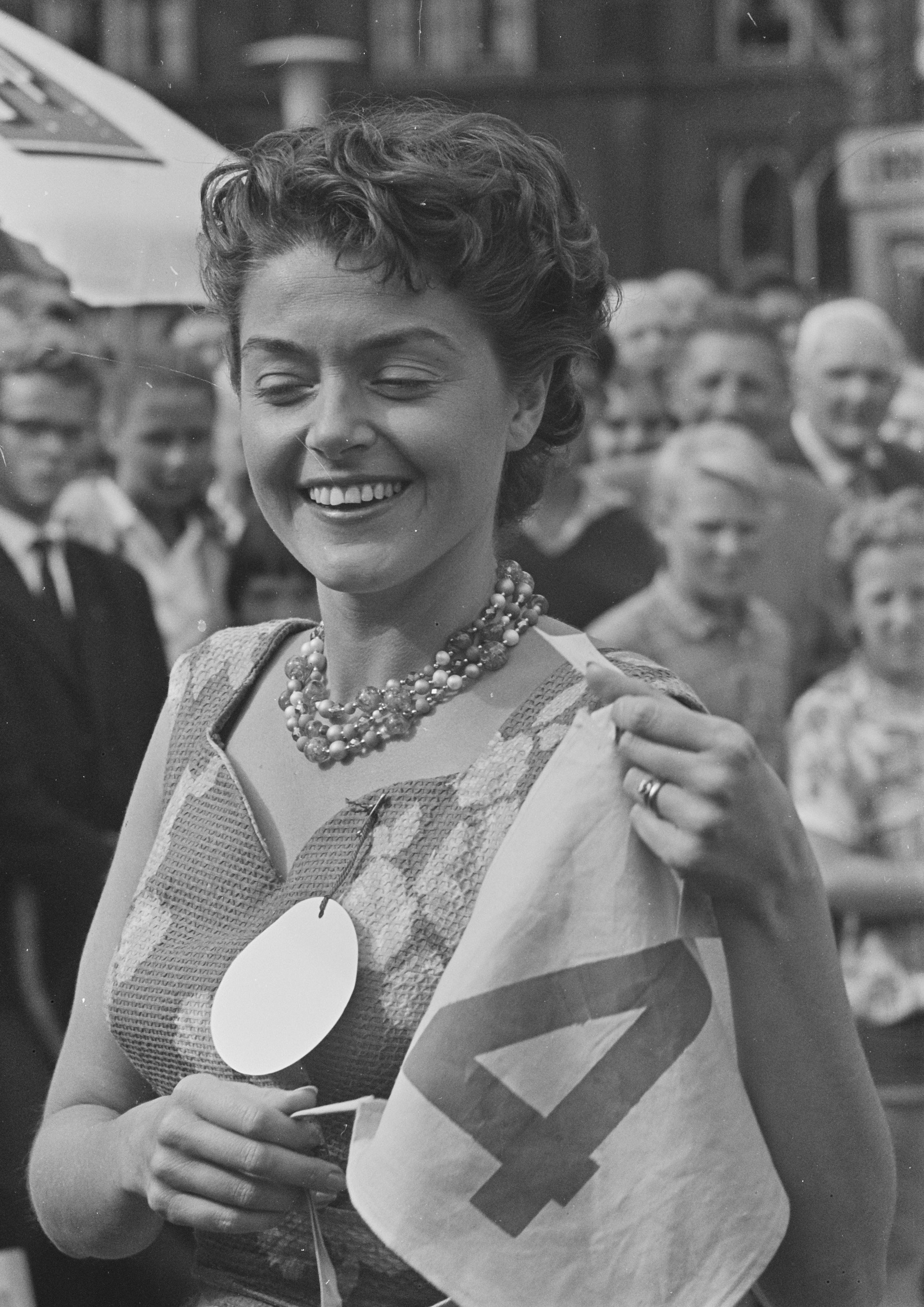
Teddy Scholten, vincitrice nel 1959
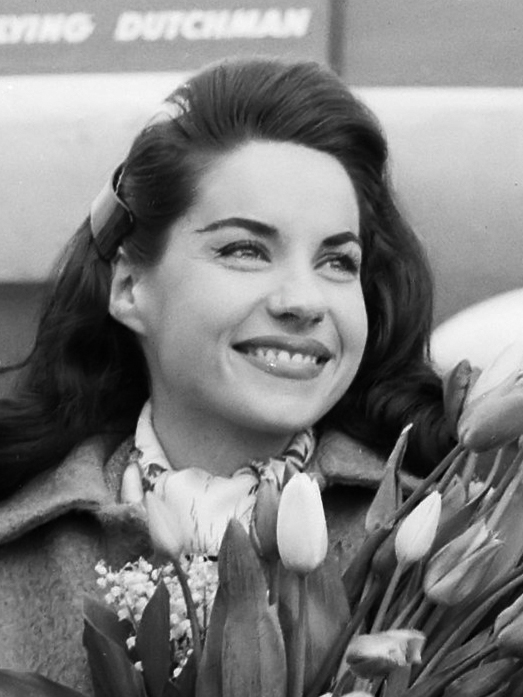
Jacqueline Boyer, vincitrice nel 1960
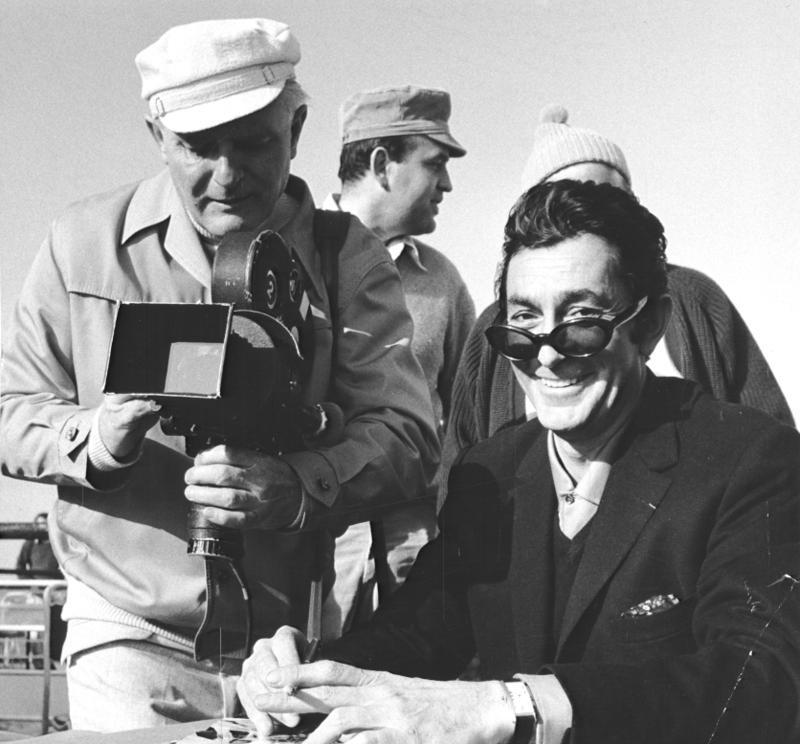
A destra in basso Jean-Claude Pascal, vincitore nel 1961
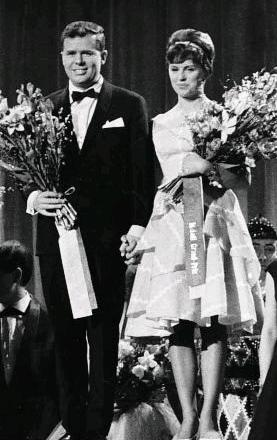
Grethe e Jørgen Ingmann, vincitori nel 1963
Gigliola Cinquetti, vincitrice nel 1964
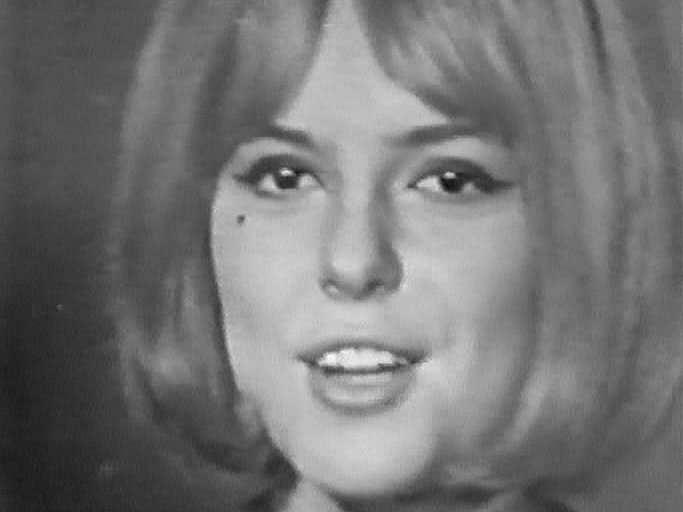
France Gall, vincitrice nel 1965
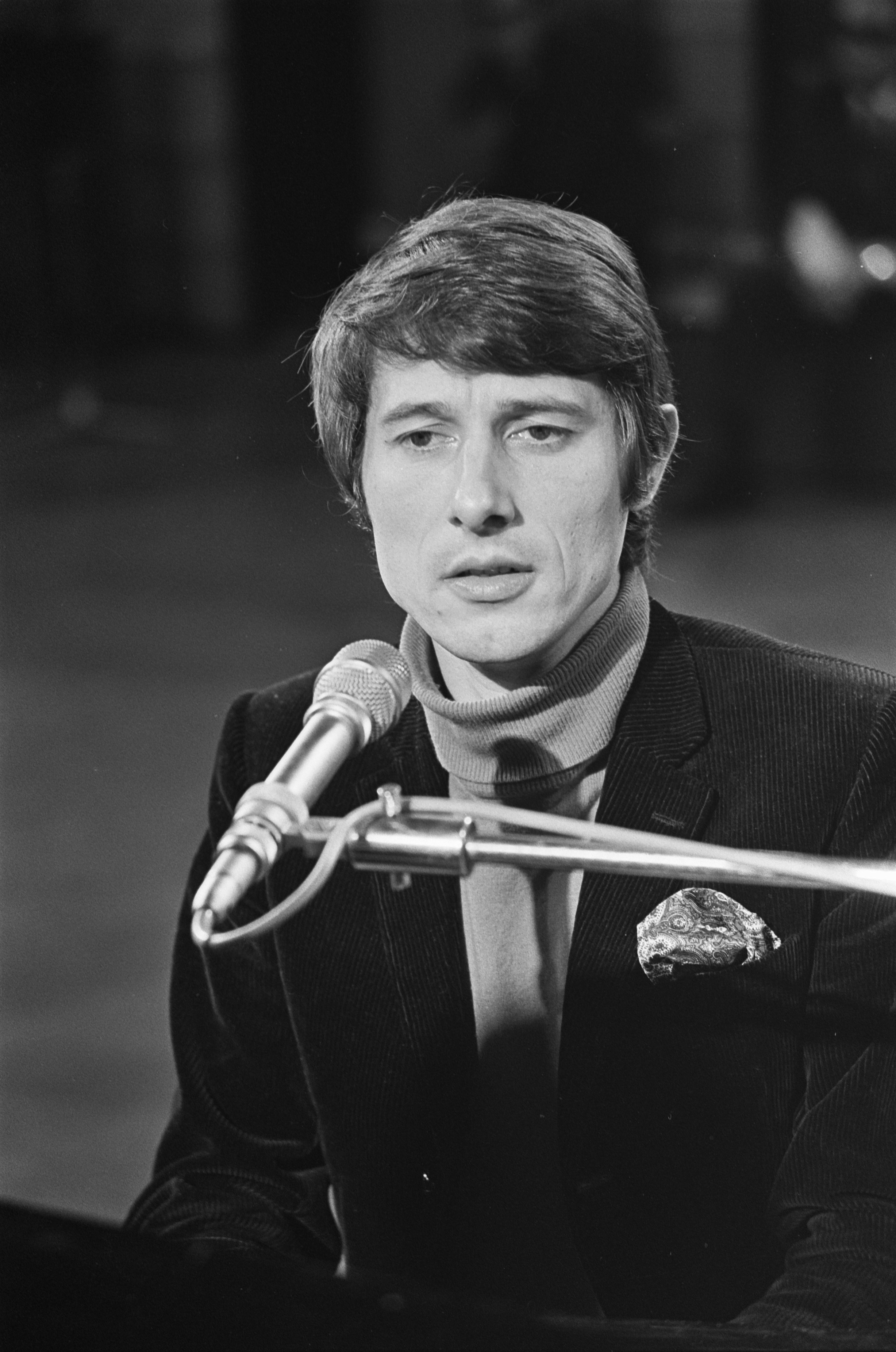
Udo Jürgens, vincitore nel 1966
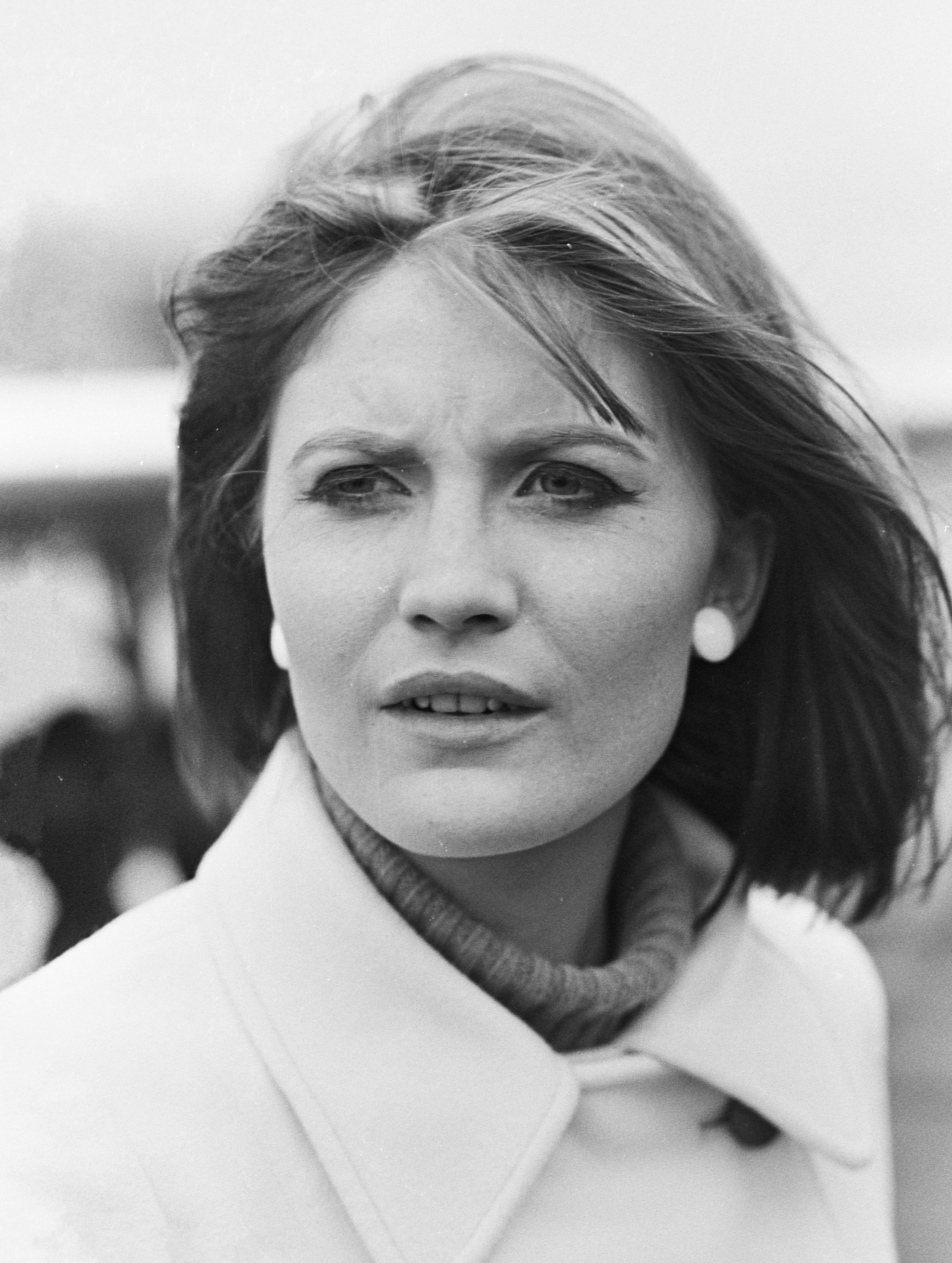
Sandie Shaw, vincitrice nel 1967
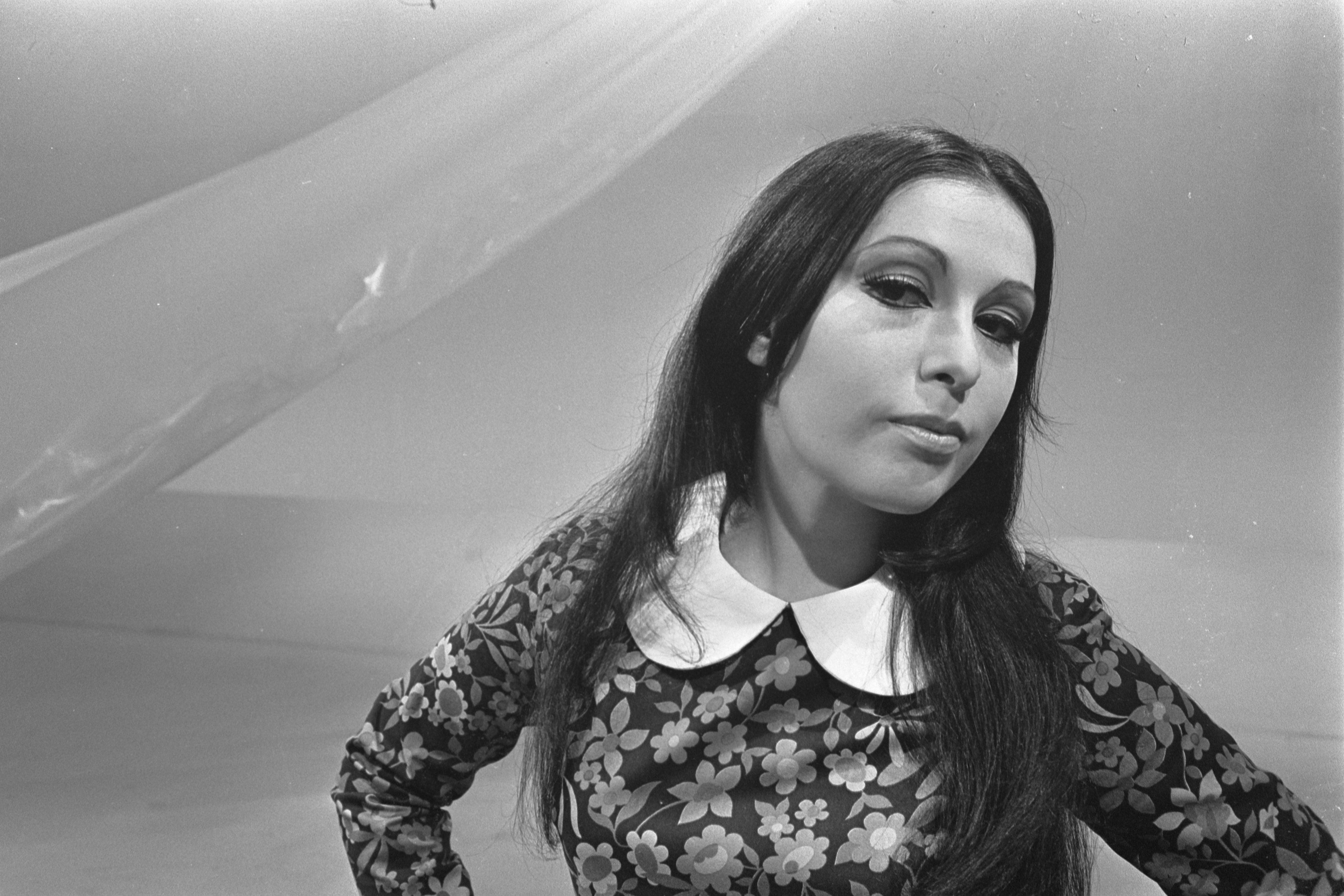
Massiel, vincitrice nel 1968
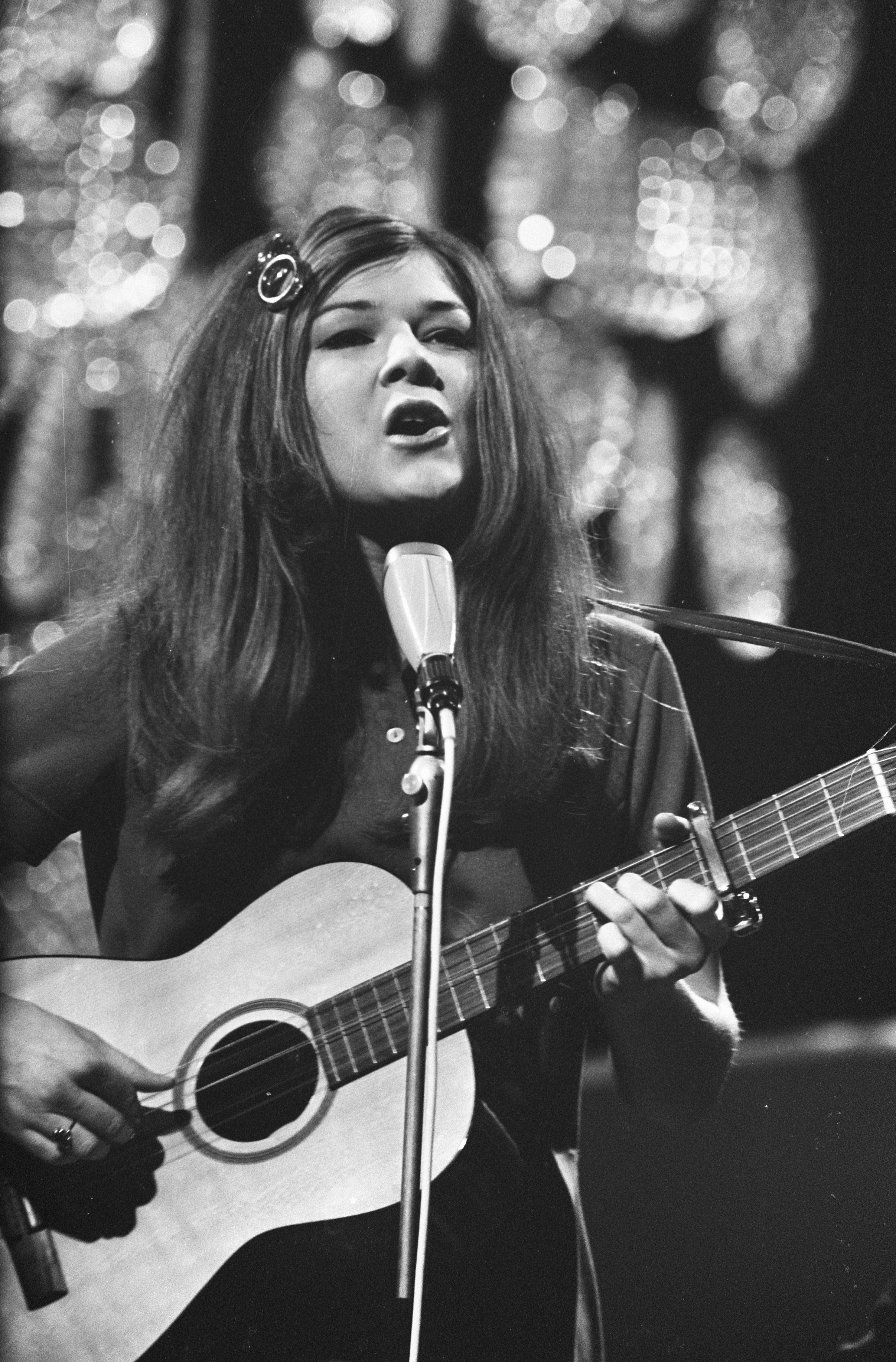
Lenny Kuhr, una delle vincitrici nel 1969
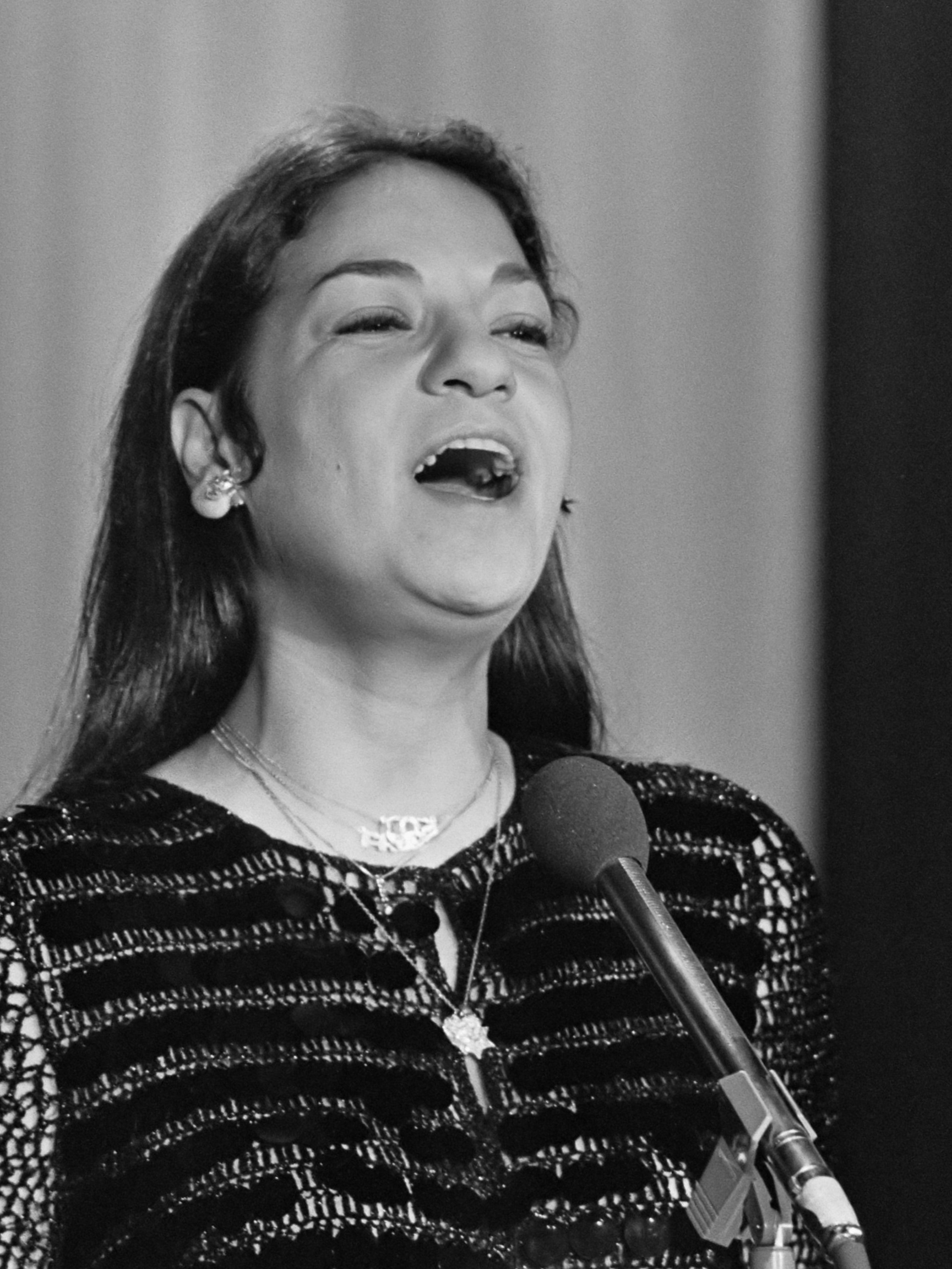
Frida Boccara, una delle vincitrici nel 1969
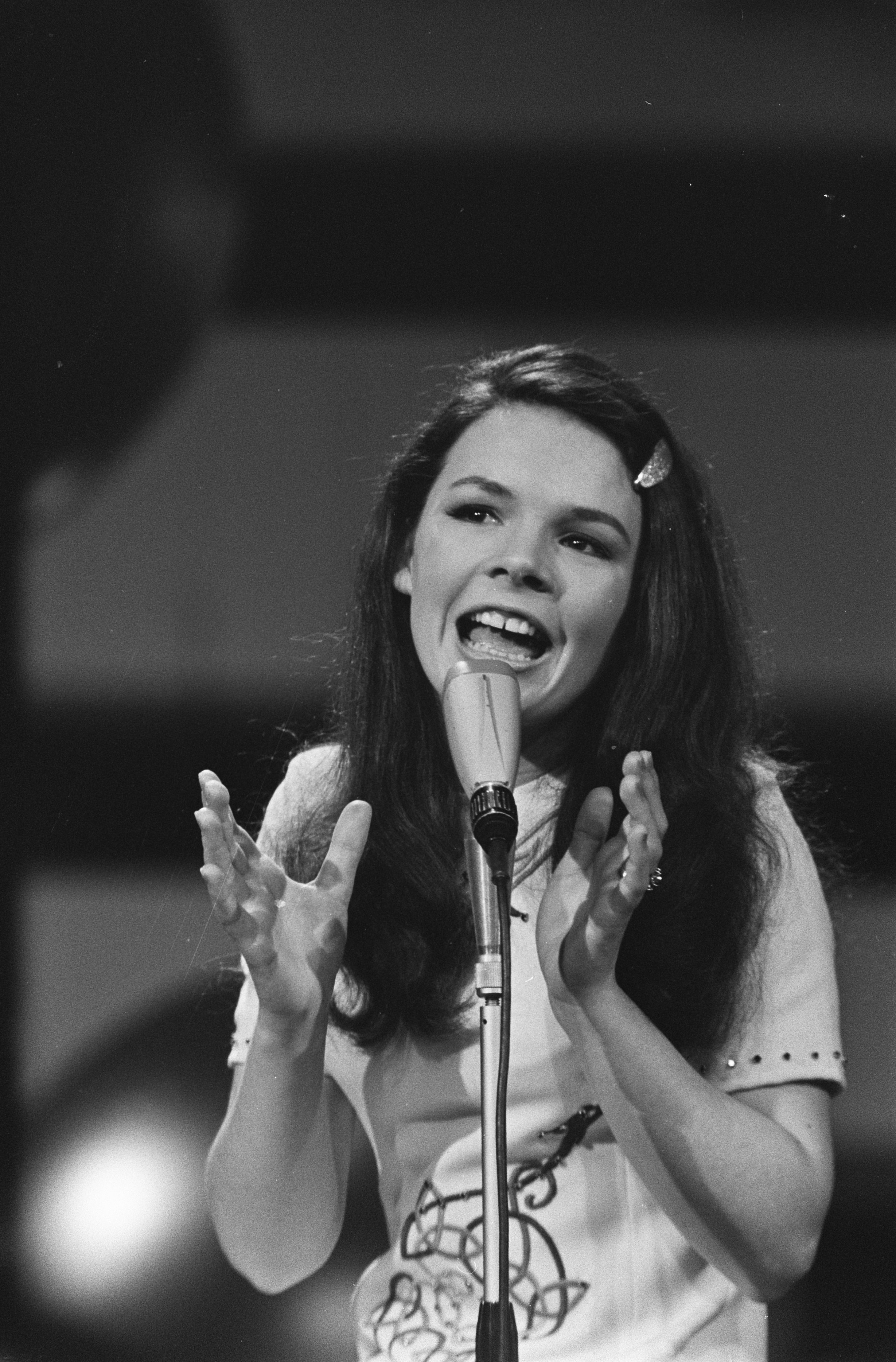
Dana, vincitrice nel 1970
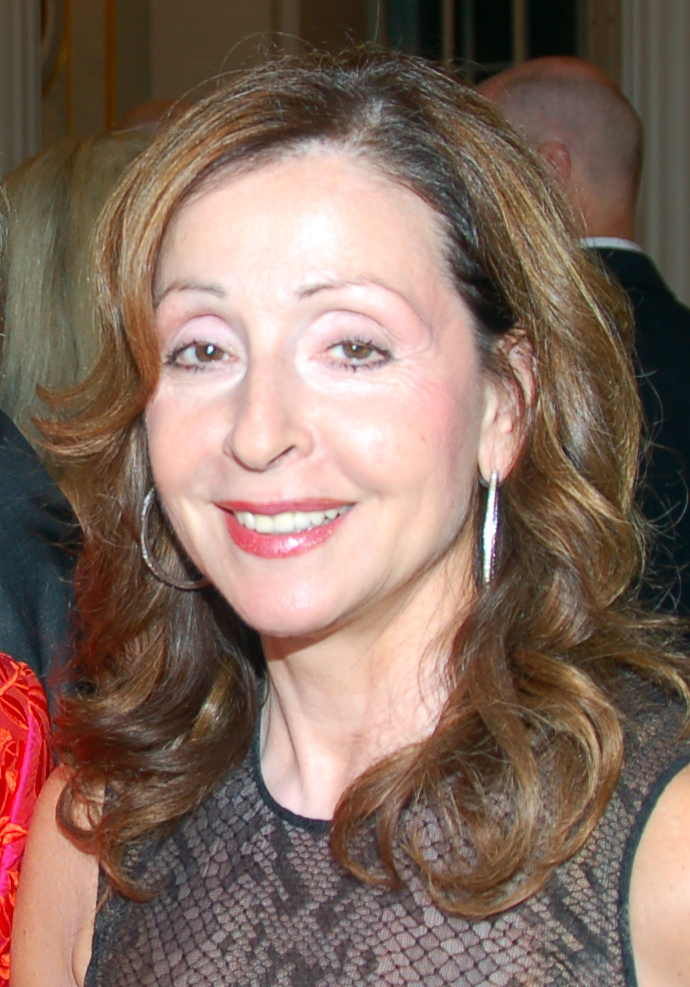
Vicky Leandros, vincitrice nel 1972
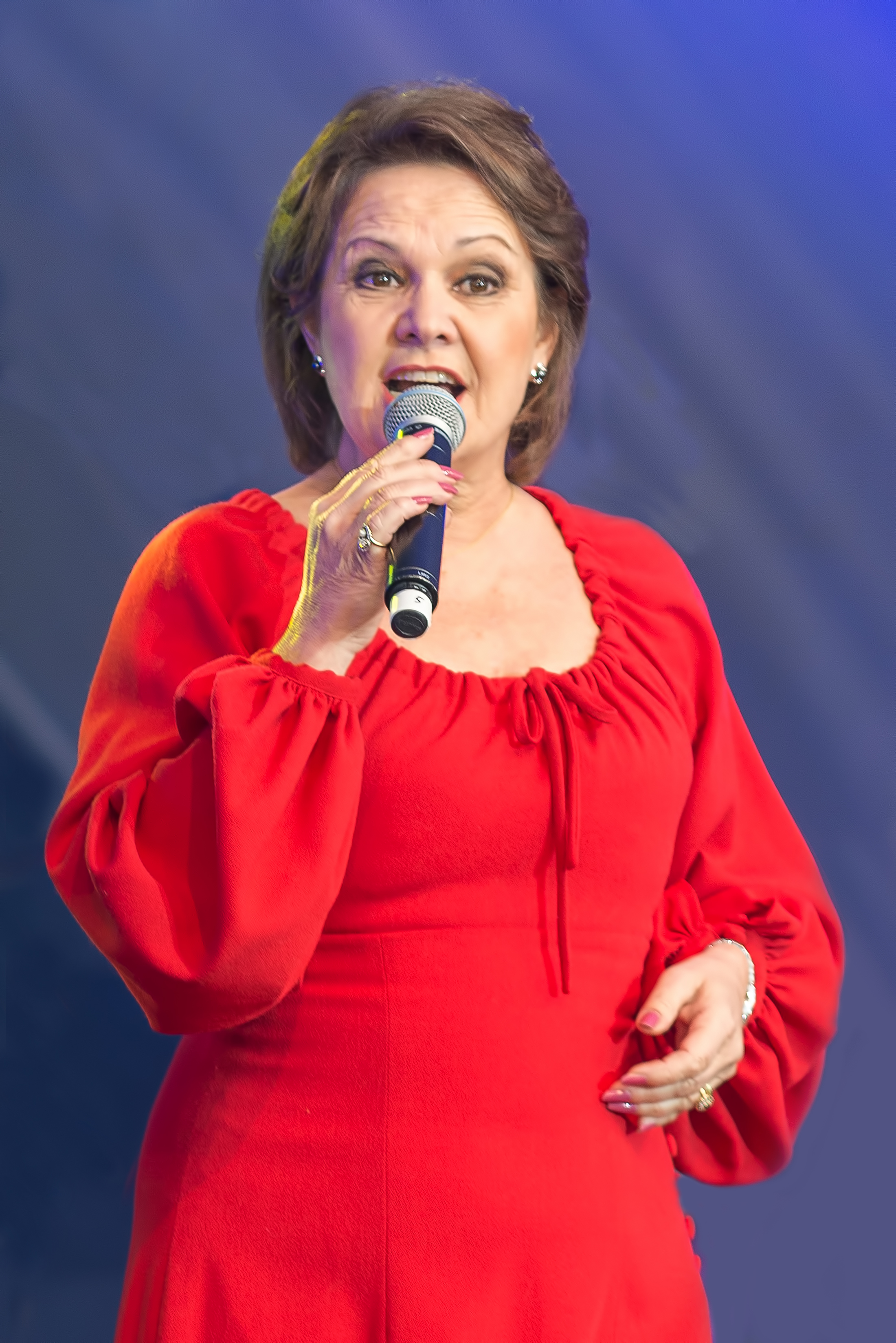
Anne-Marie David, vincitrice nel 1973
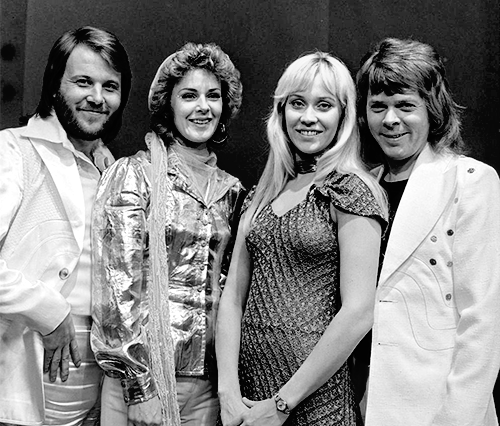
Gli ABBA, vincitori nel 1974
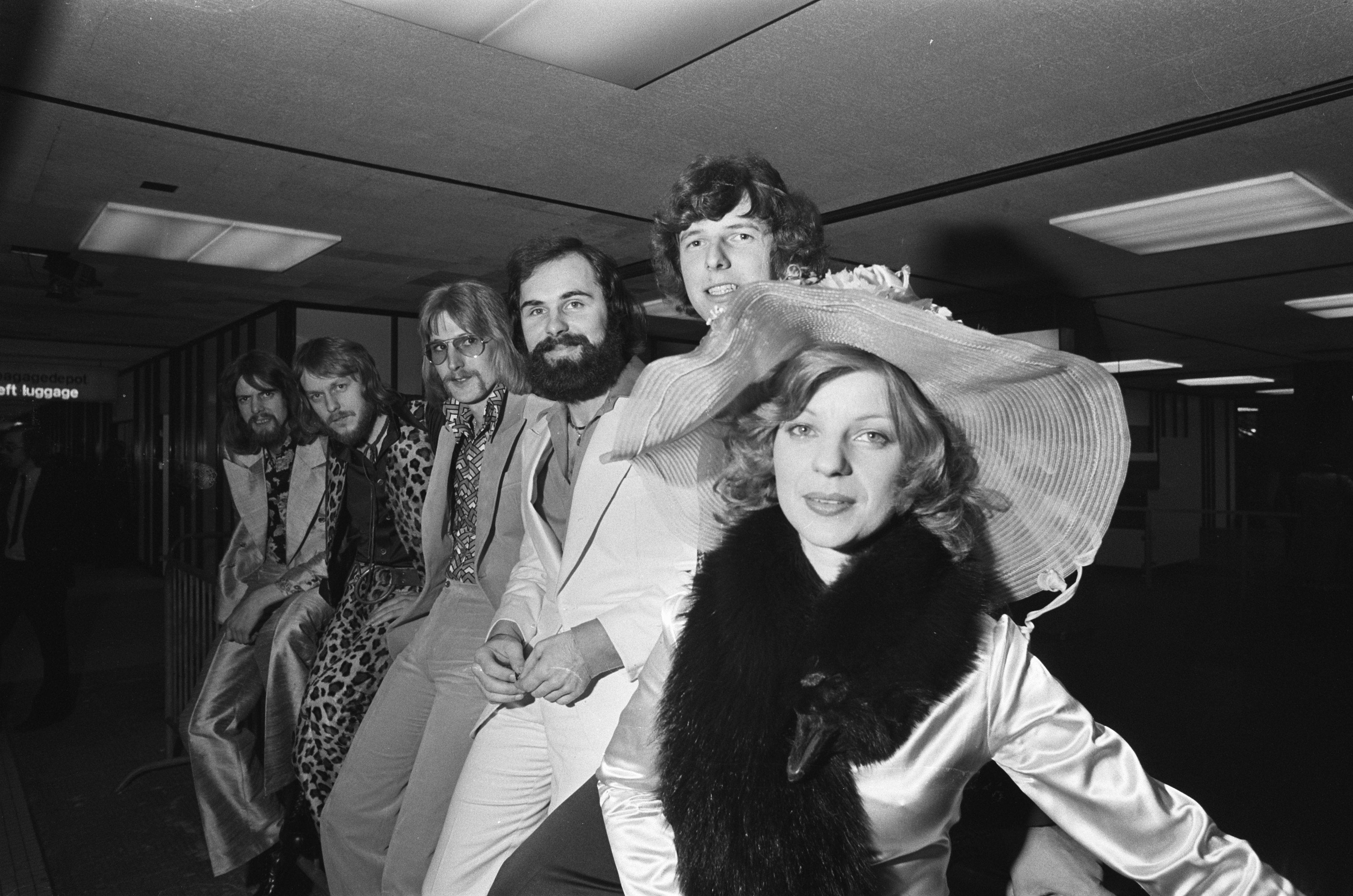
I Teach-In, vincitori nel 1975
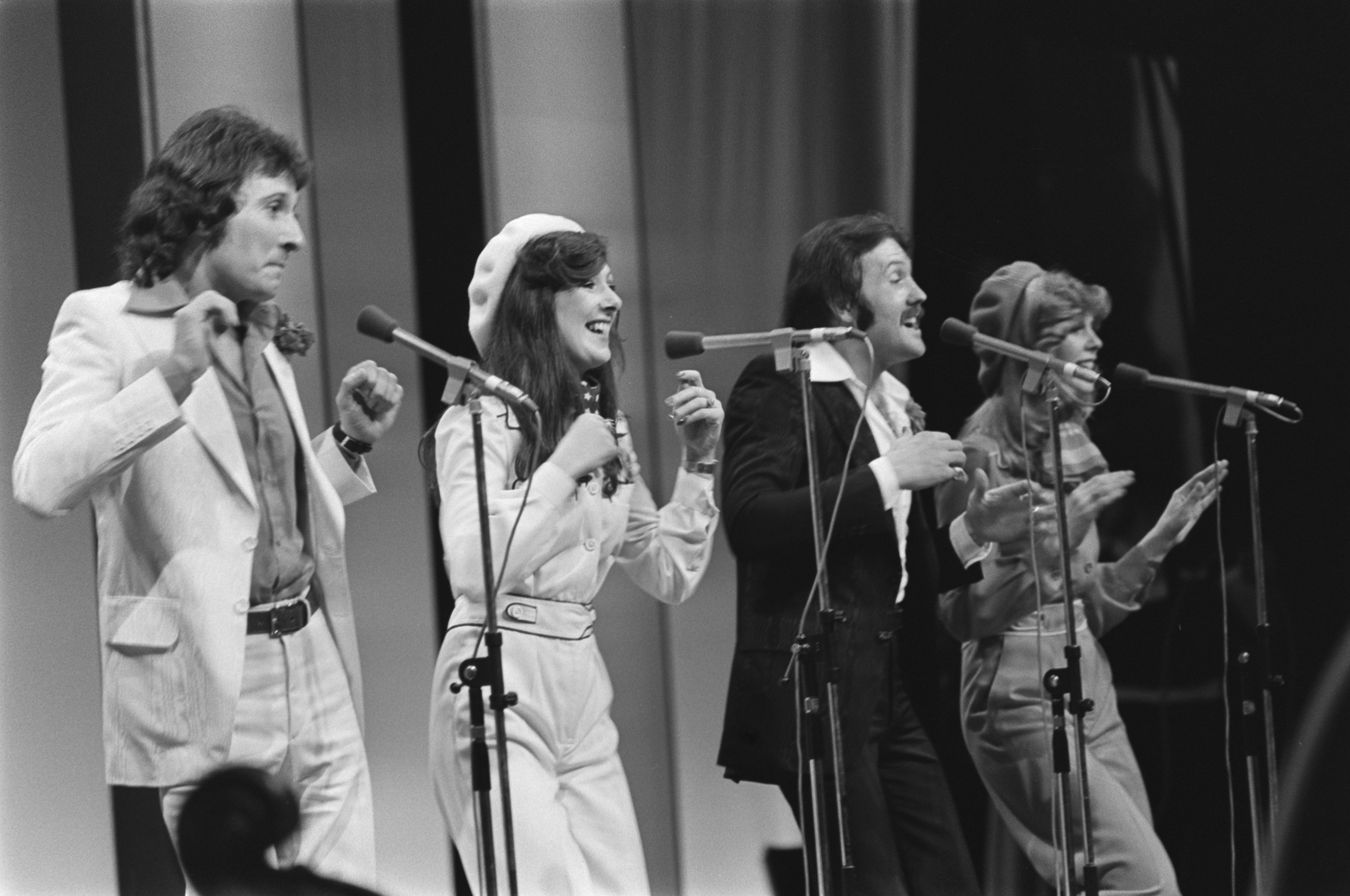
I Brotherhood of Man, vincitori nel 1976
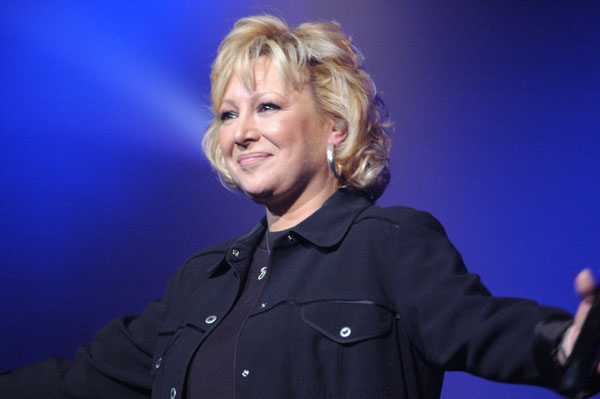
Marie Myriam, vincitrice nel 1977
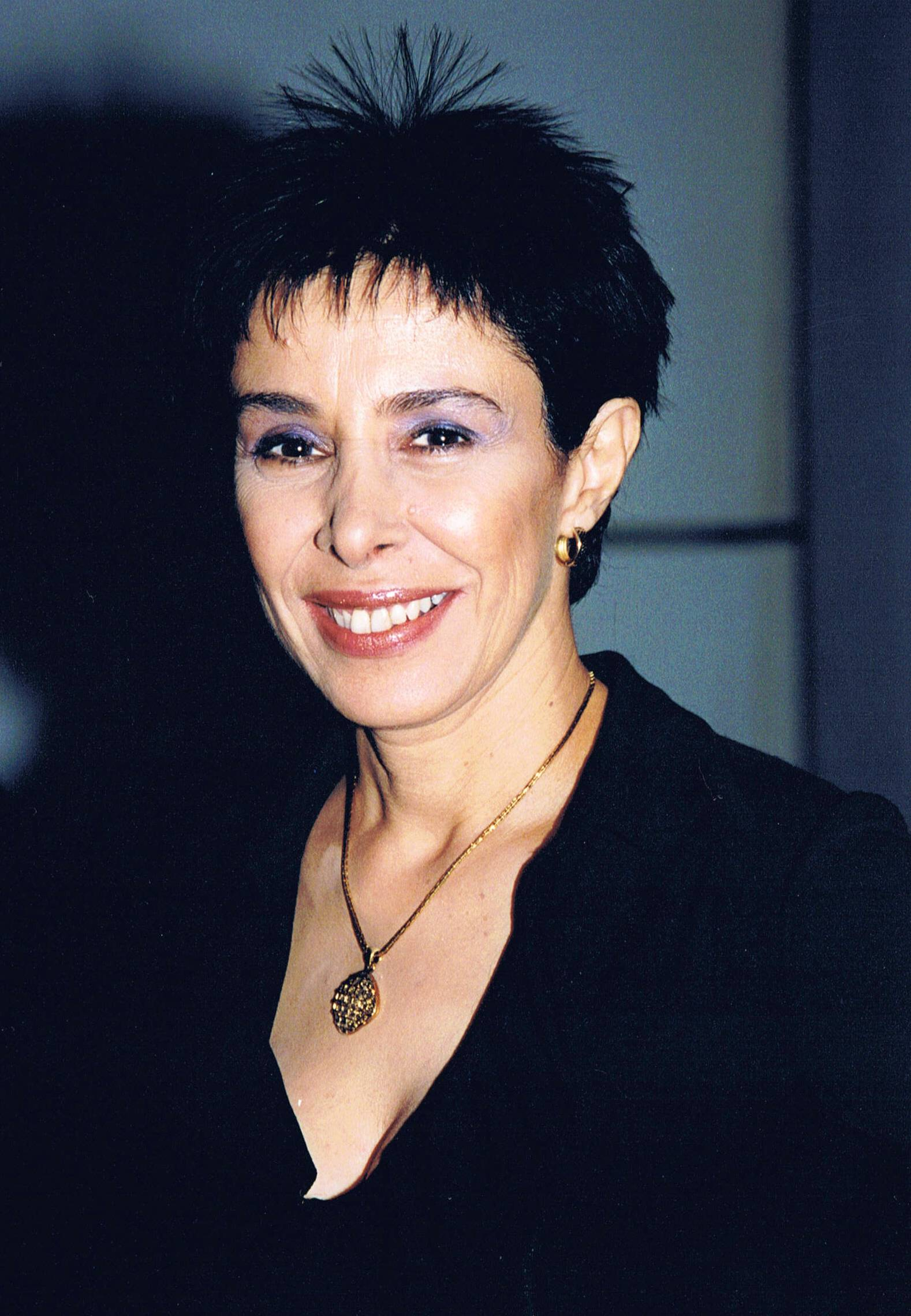
Gali Atari, vincitrice (insieme al gruppo Milk & Honey) nel 1979
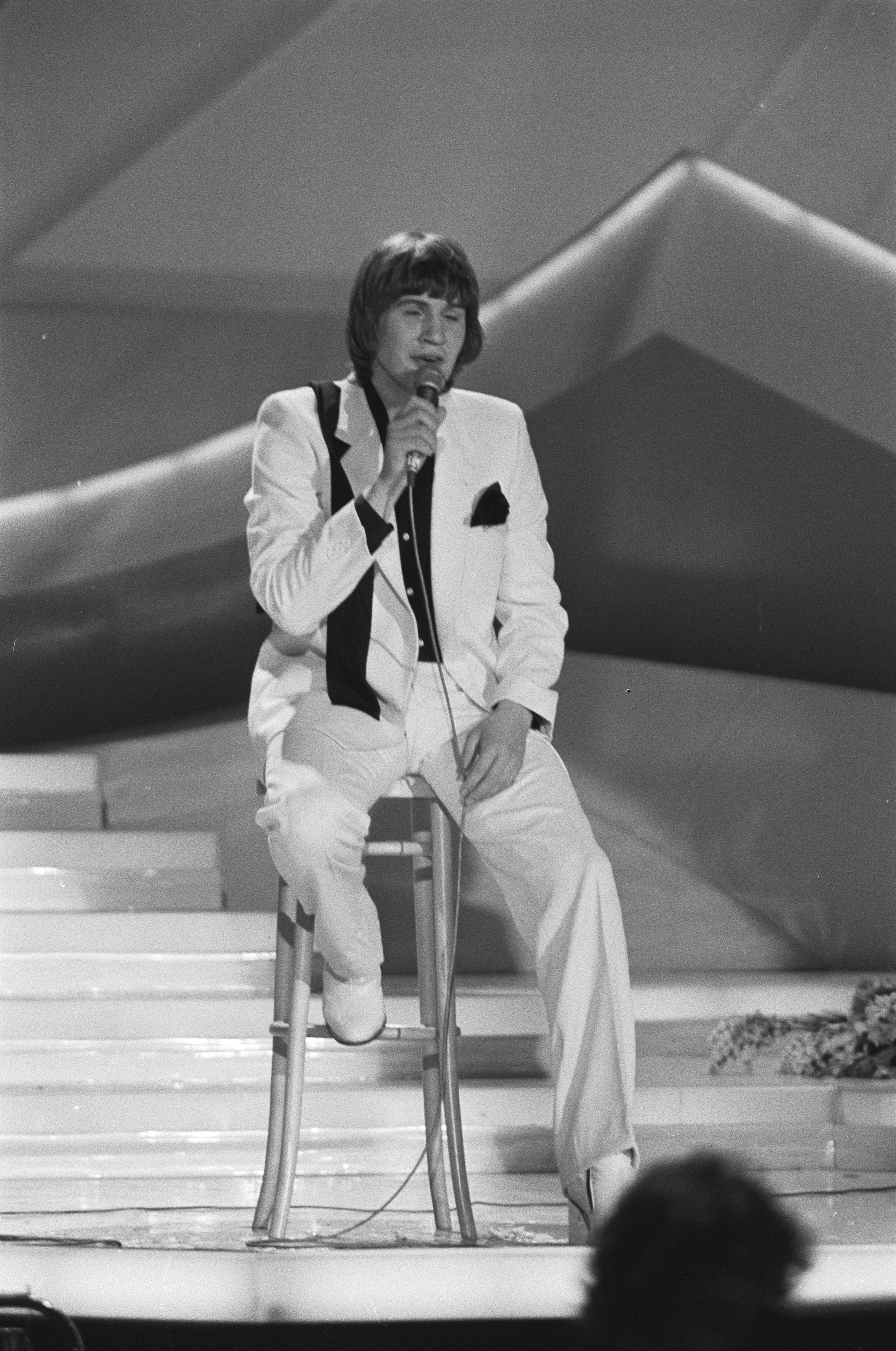
Johnny Logan, vincitore nel 1980 e nel 1987, è stato il primo cantante plurivincitore del concorso
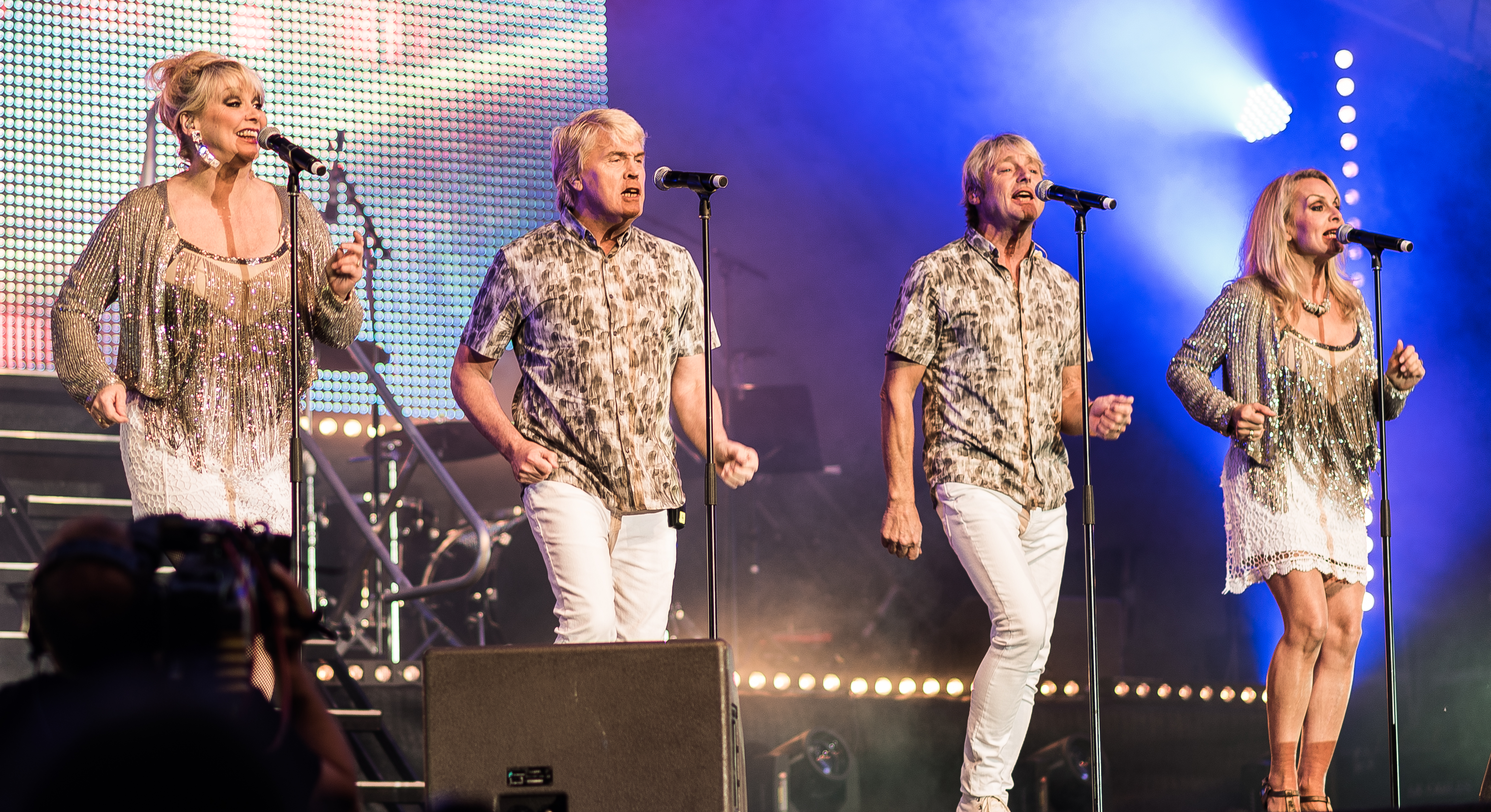
I Bucks Fizz, vincitori nel 1981
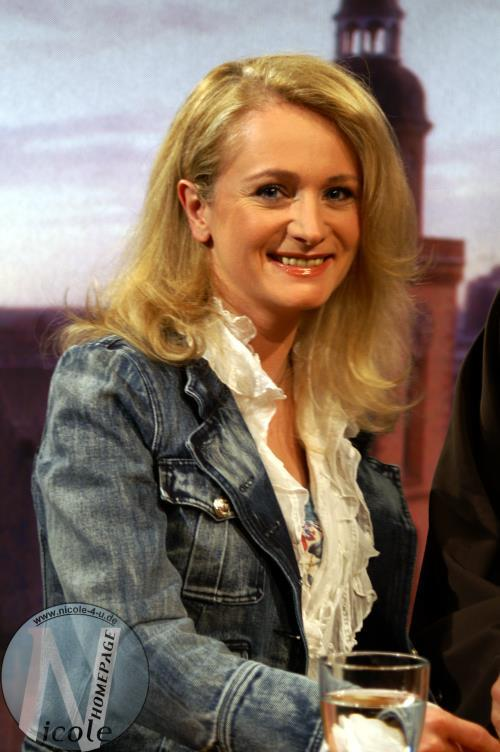
Nicole, vincitrice nel 1982
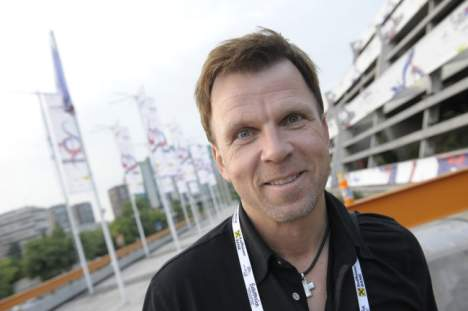
Richard Herrey, uno dei fratelli "Herreys" vincitori nel 1984
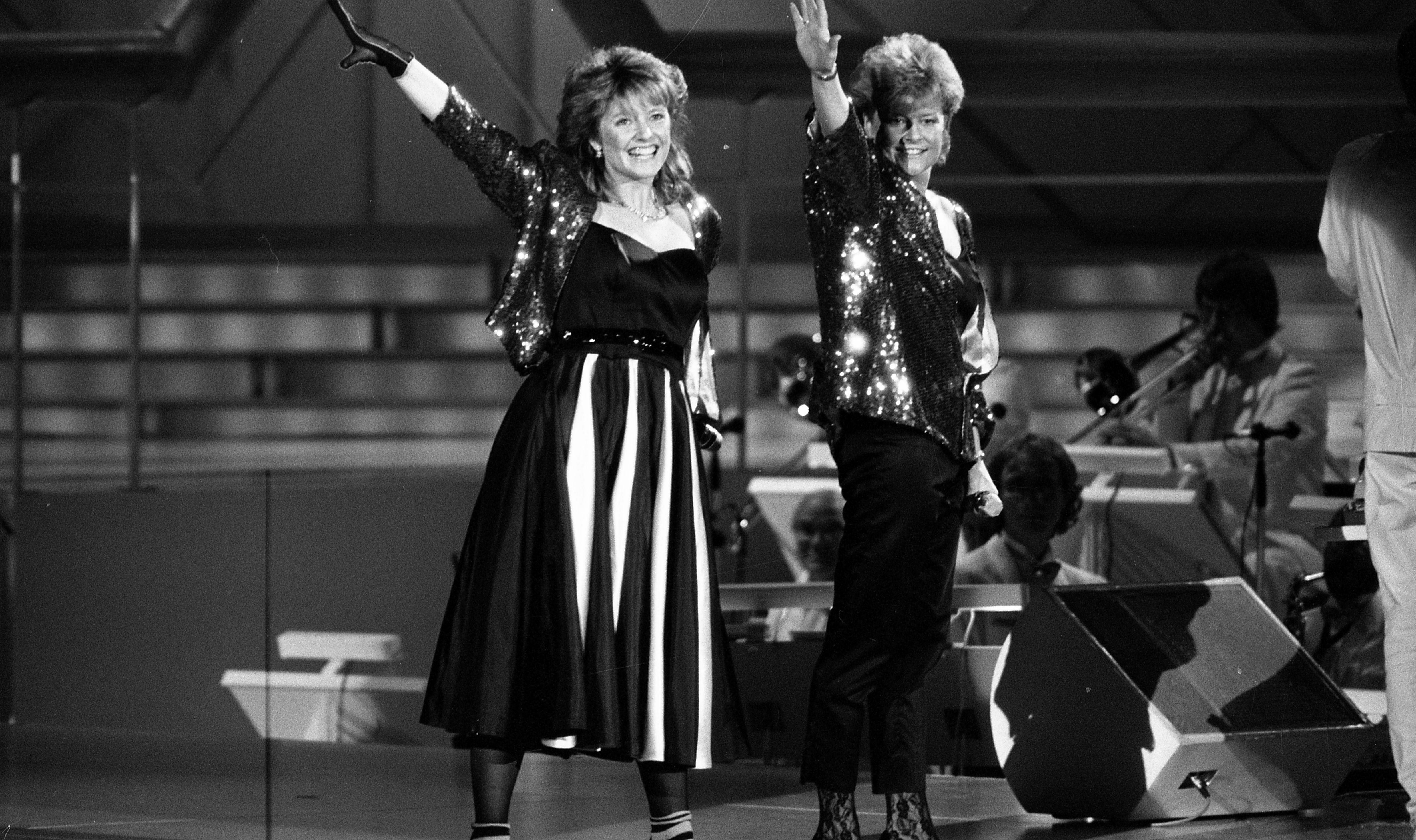
Le Bobbysocks, vincitrici nel 1985
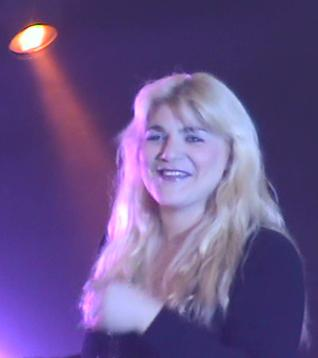
Sandra Kim, vincitrice nel 1986
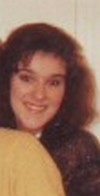
Céline Dion, vincitrice nel 1988
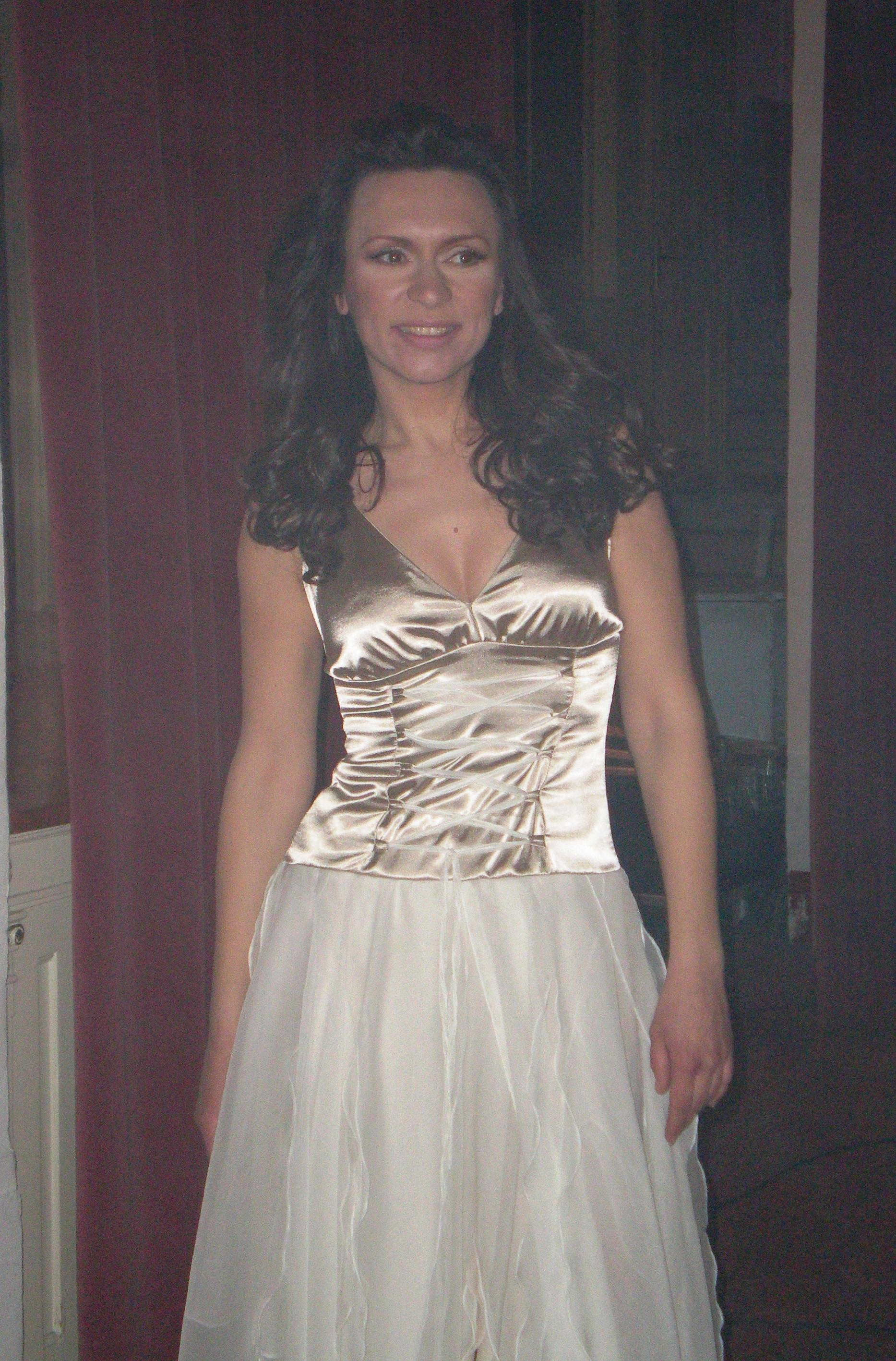
Emilija Kokić, vincitrice (come parte del gruppo Riva) nel 1989
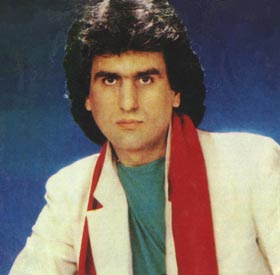
Toto Cutugno, vincitore nel 1990
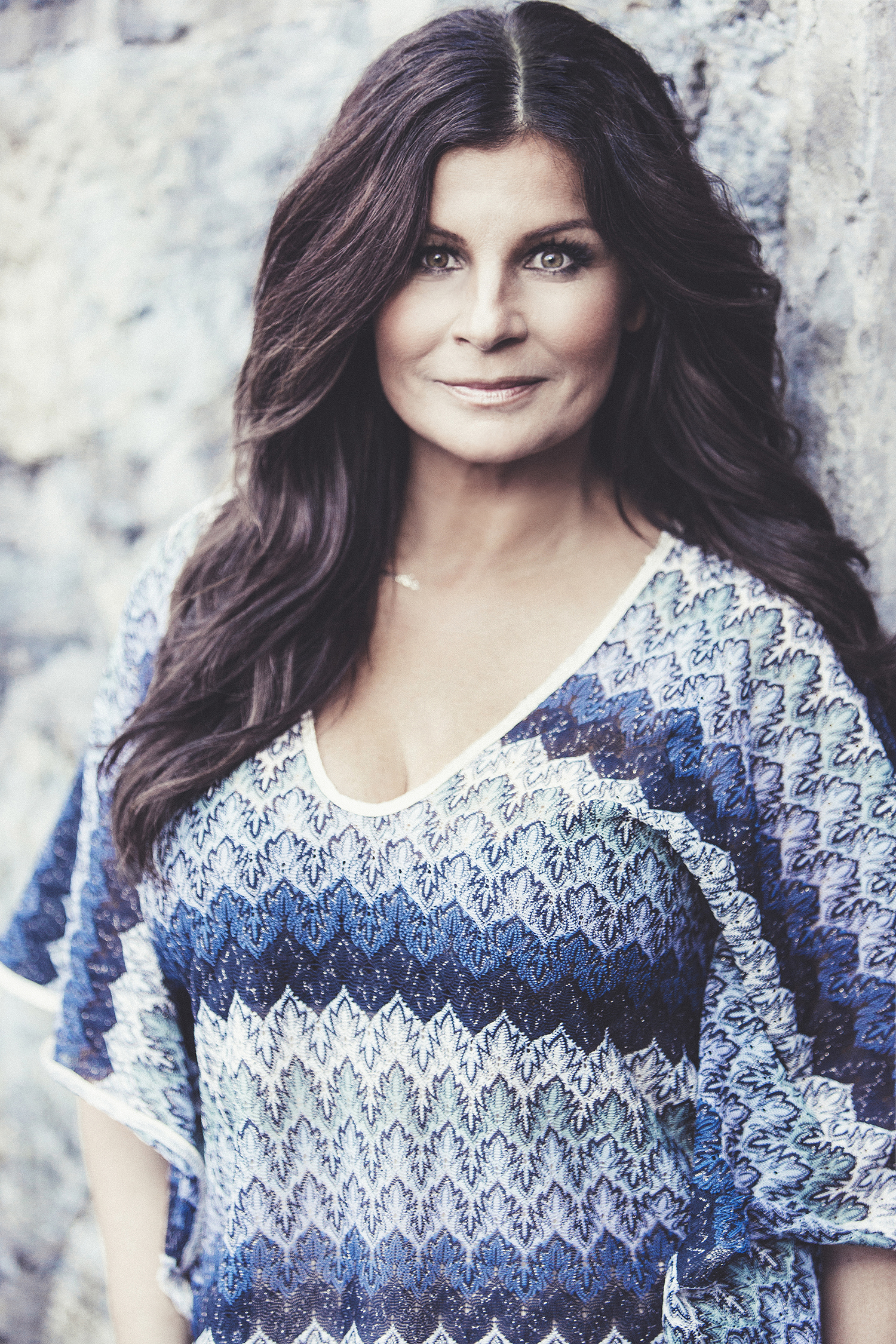
Carola, vincitrice nel 1991
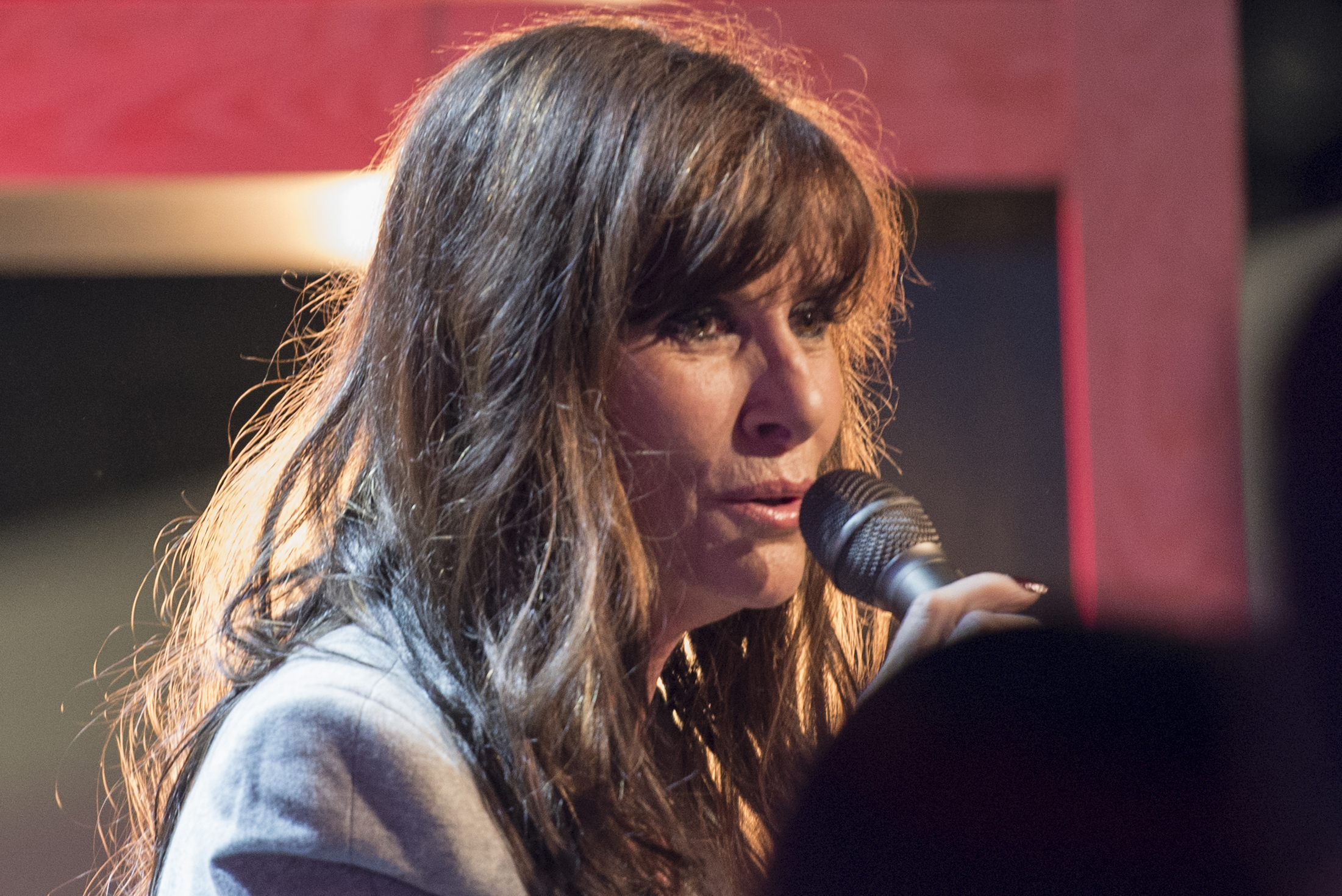
Linda Martin, vincitrice nel 1992
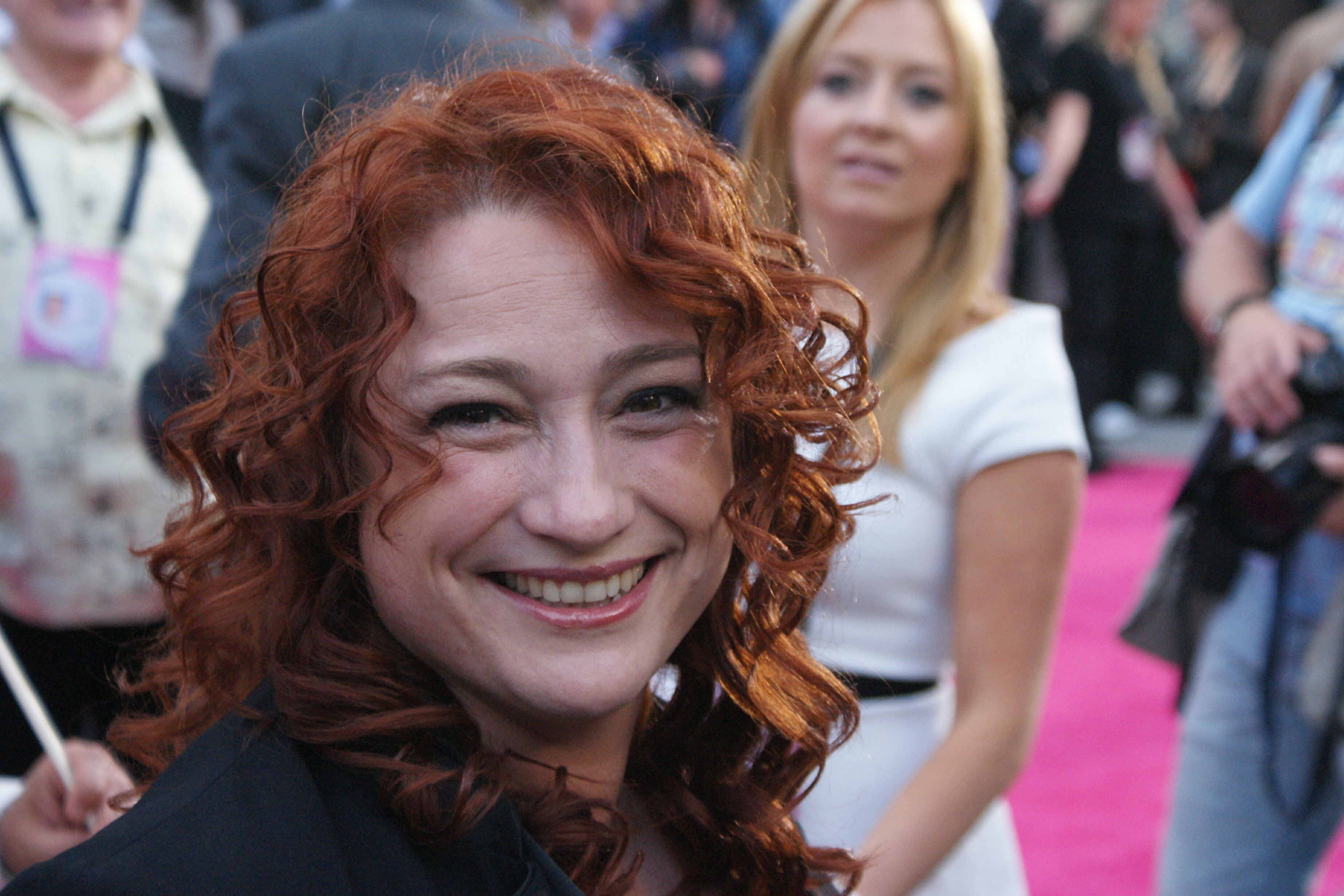
Niamh Kavanagh, vincitrice nel 1993
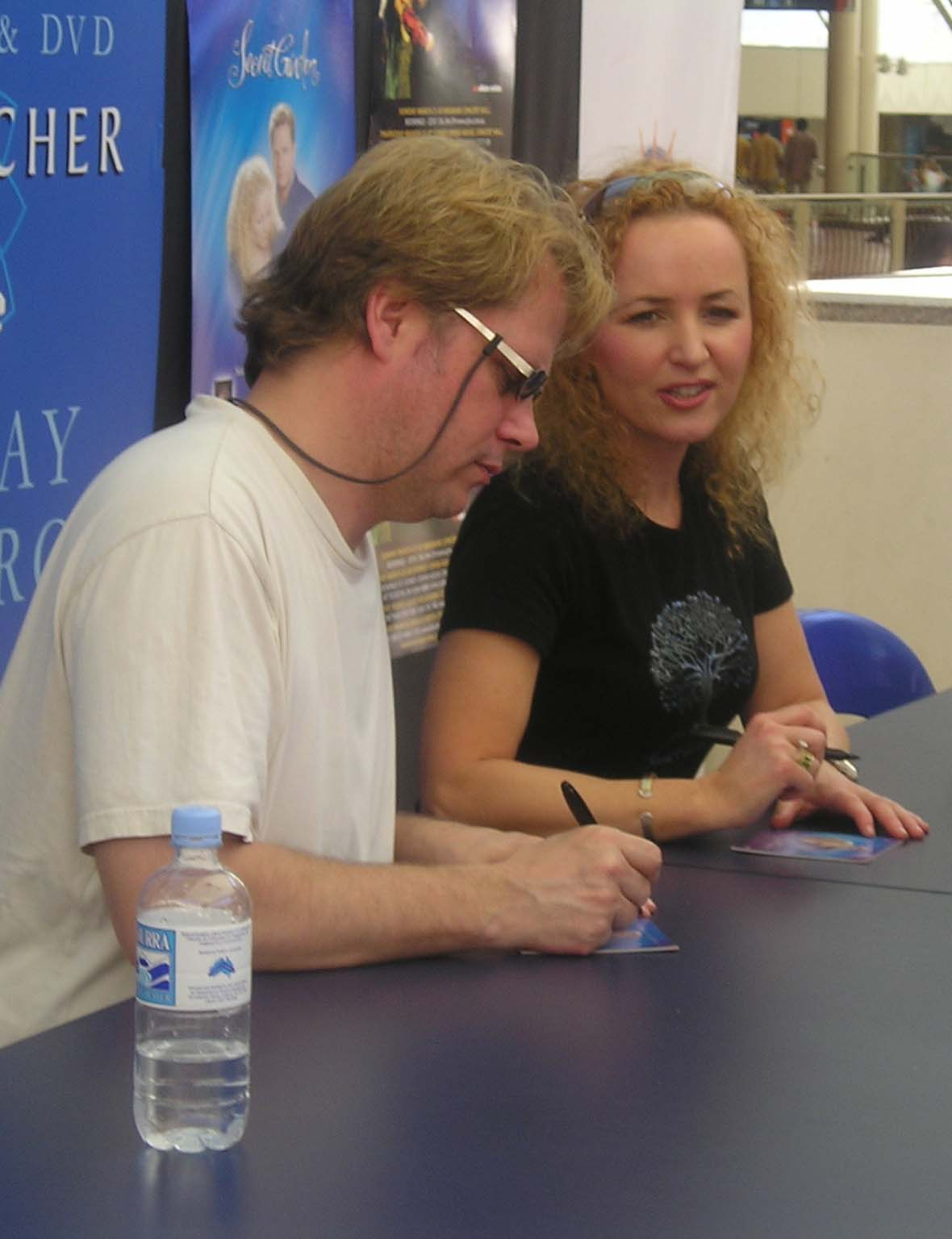
I Secret Garden, vincitori nel 1995
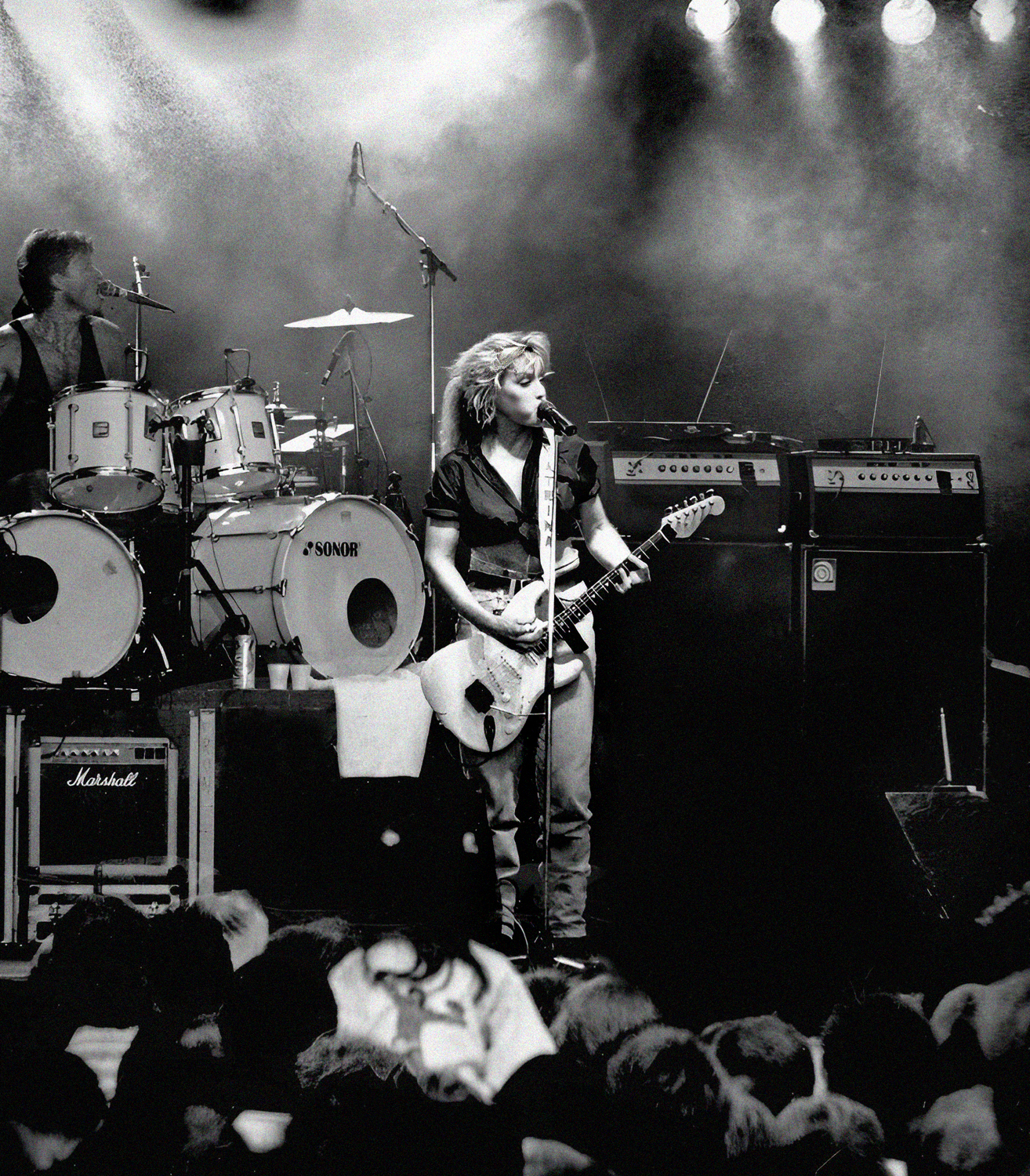
I Katrina and the Waves, vincitori nel 1997
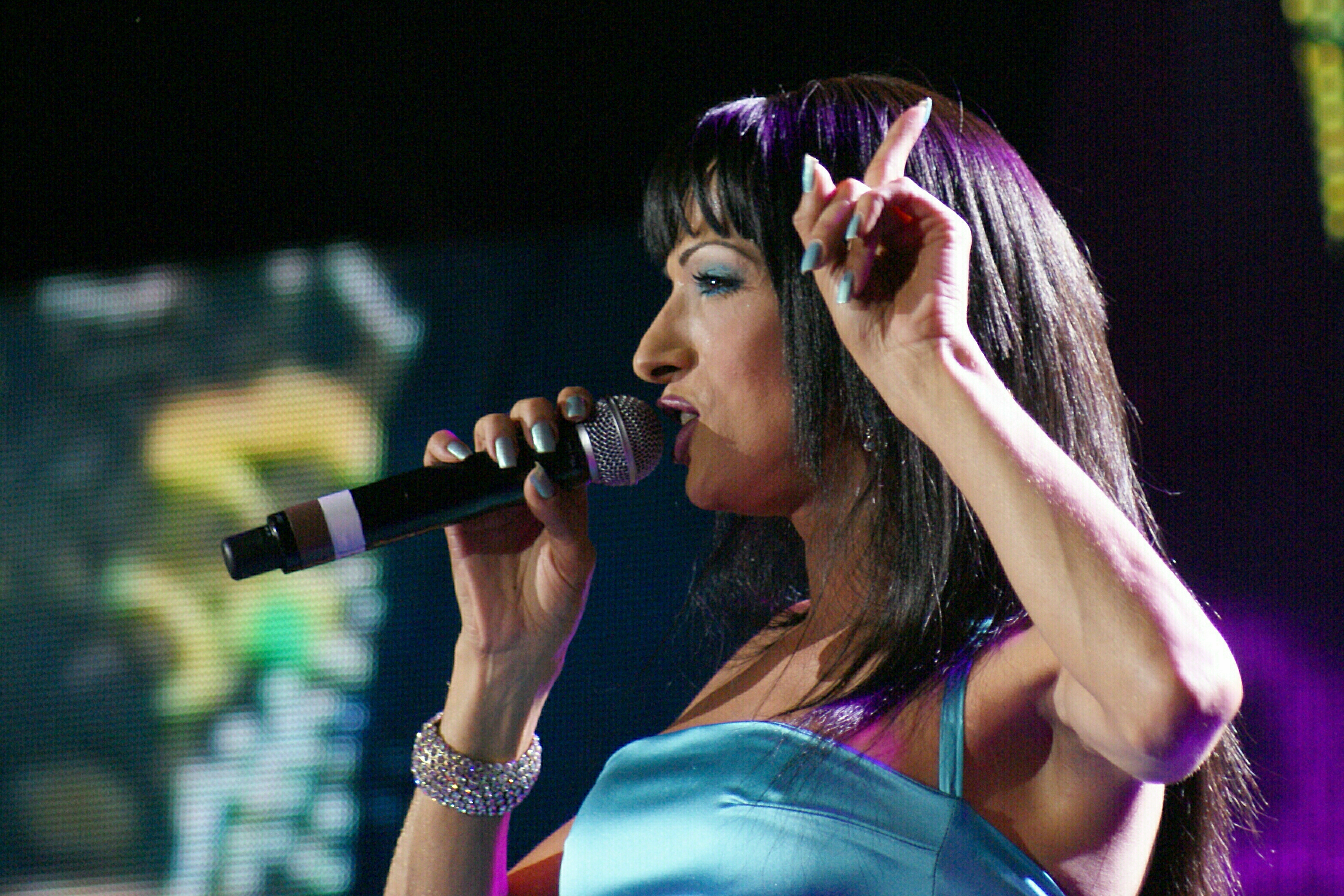
Dana International, vincitrice nel 1998
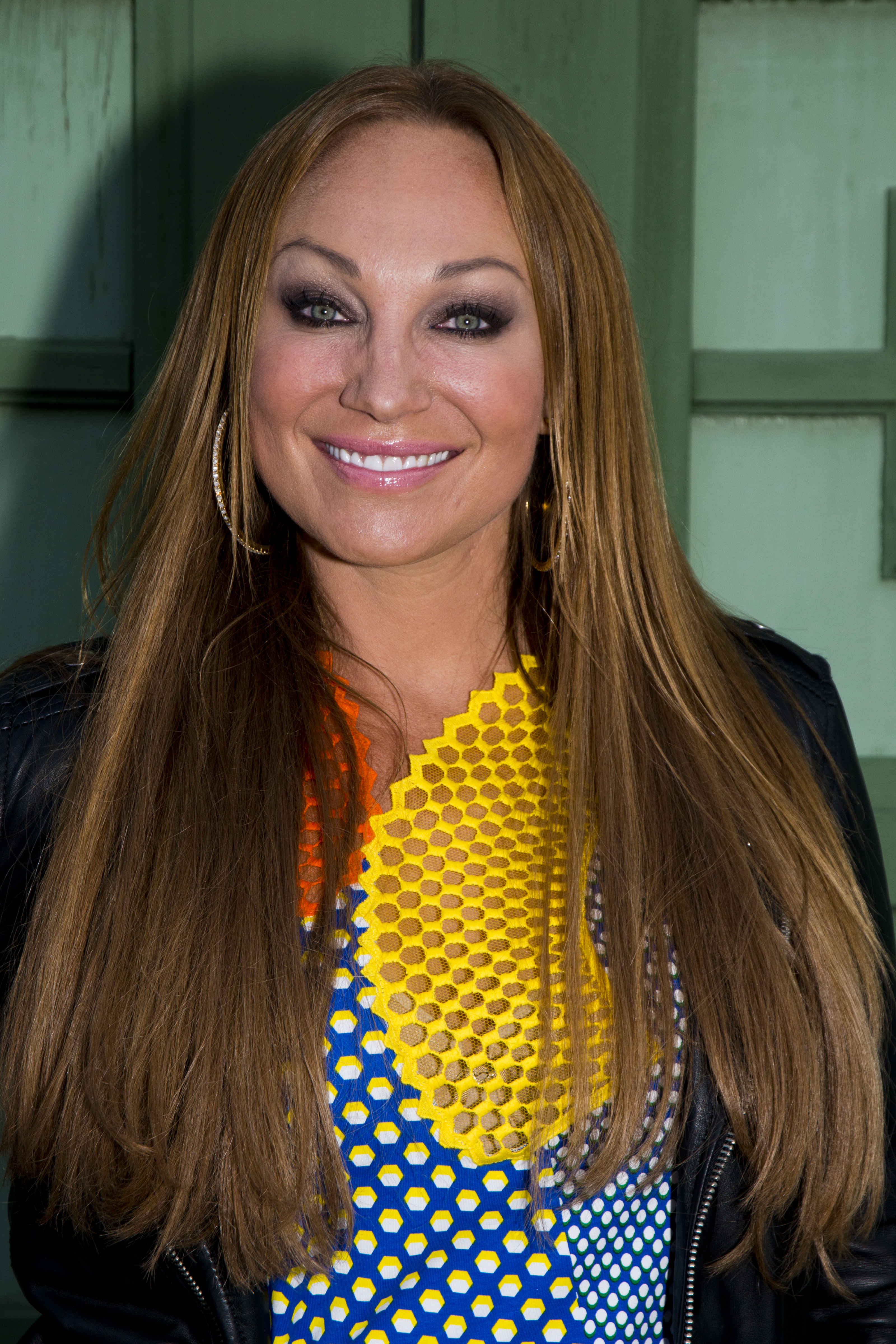
Charlotte Nilsson, vincitrice nel 1999
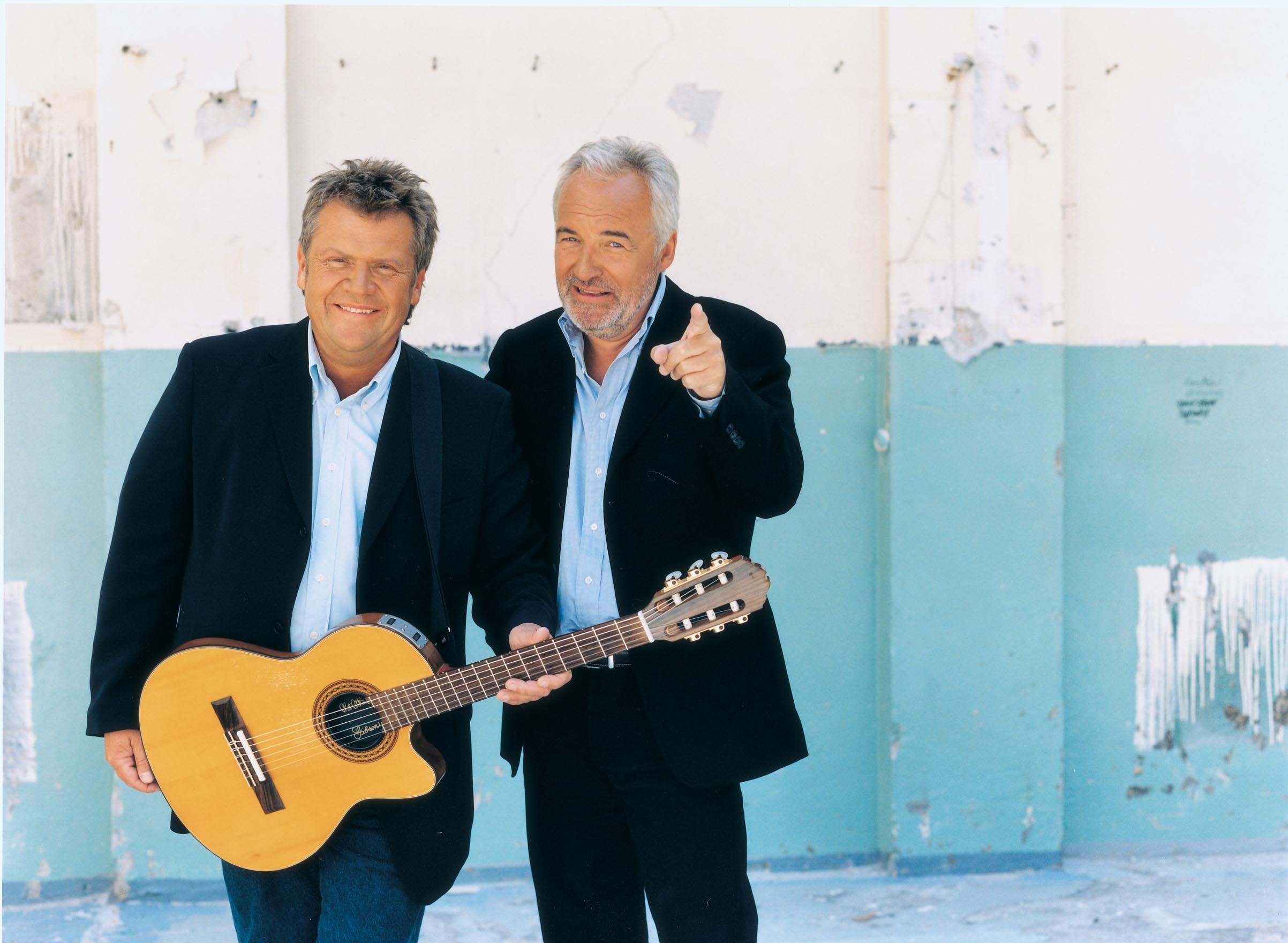
Gli Olsen Brothers, vincitori nel 2000
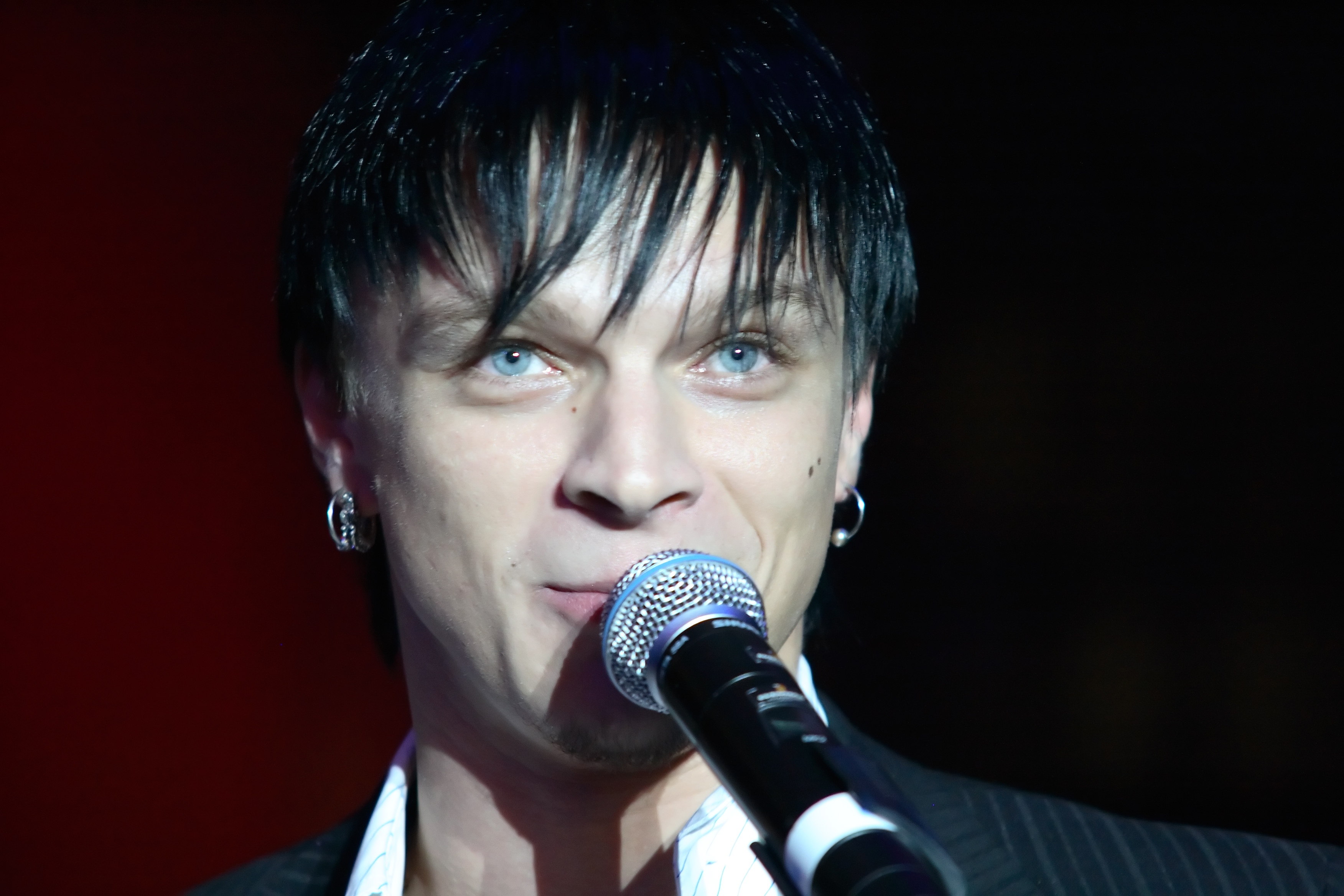
Tanel Padar, vincitore (con Dave Benton) nel 2001
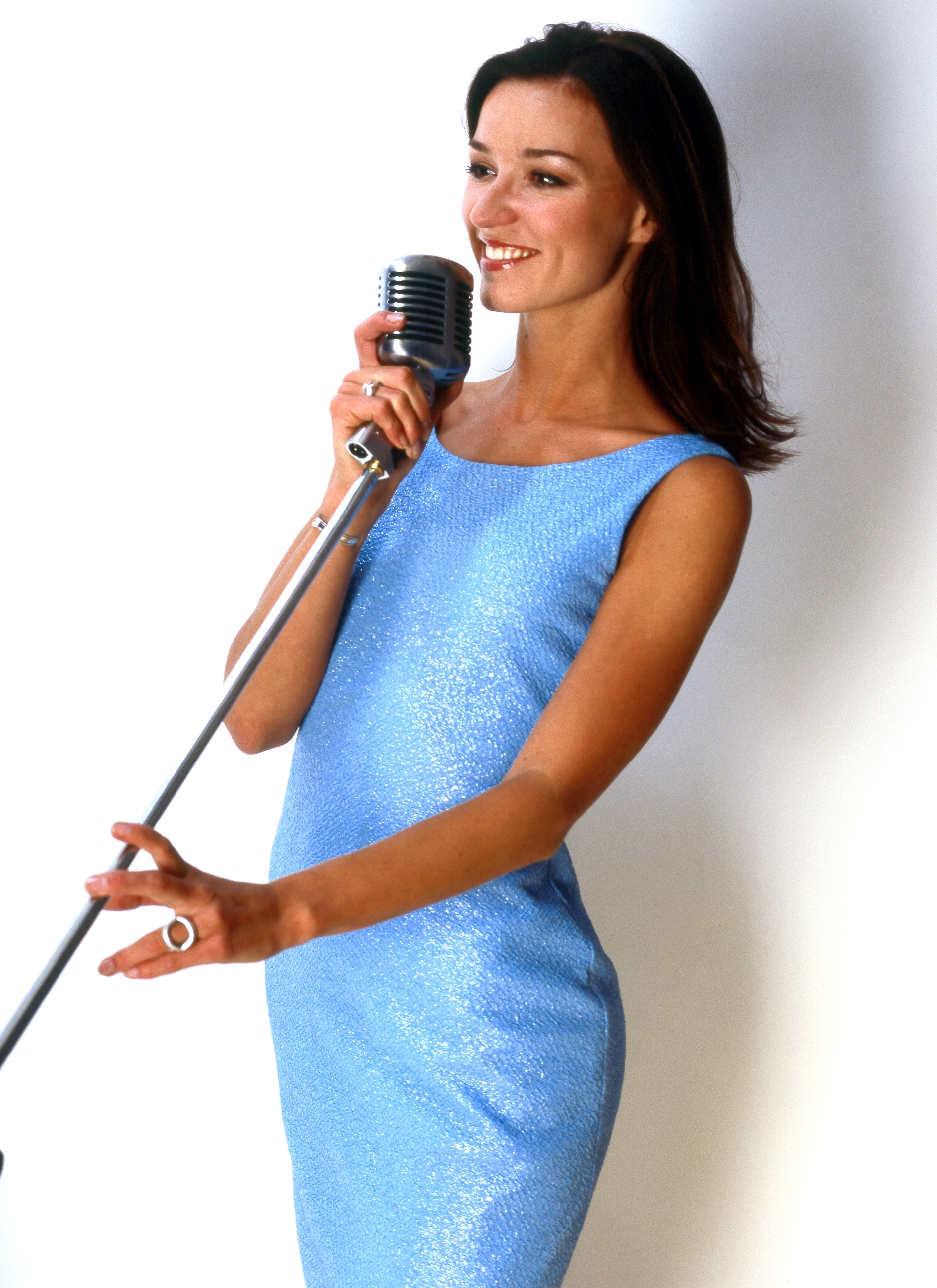
Marie N., vincitrice nel 2002
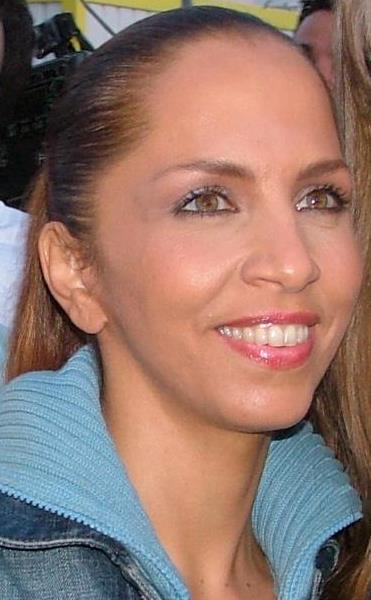
Sertab Erener, vincitrice nel 2003
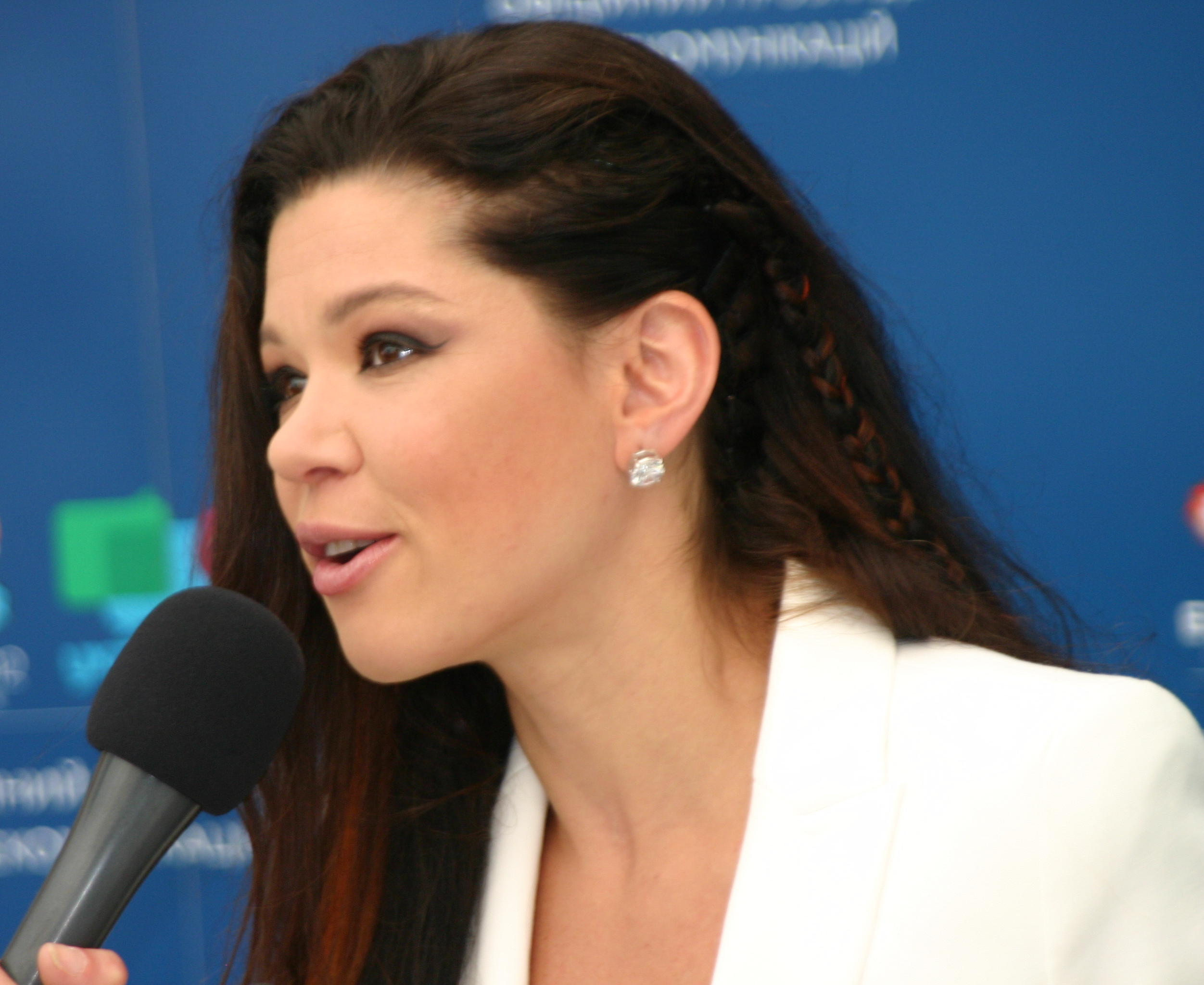
Ruslana, vincitrice nel 2004
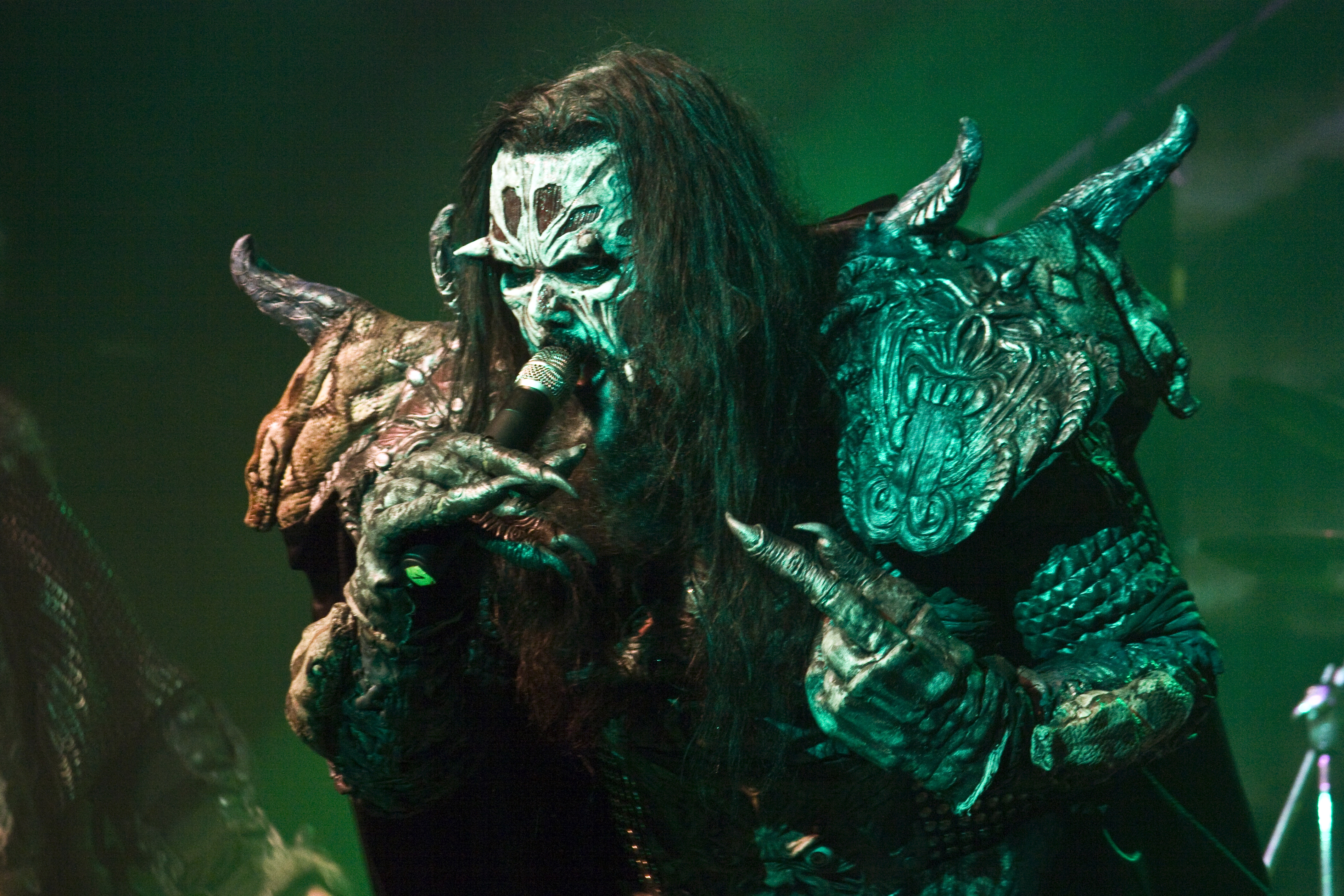
Mr. Lordi, parte del gruppo Lordi vincitori nel 2006
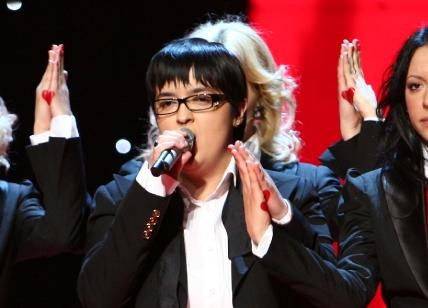
Marija Šerifović, vincitrice nel 2007
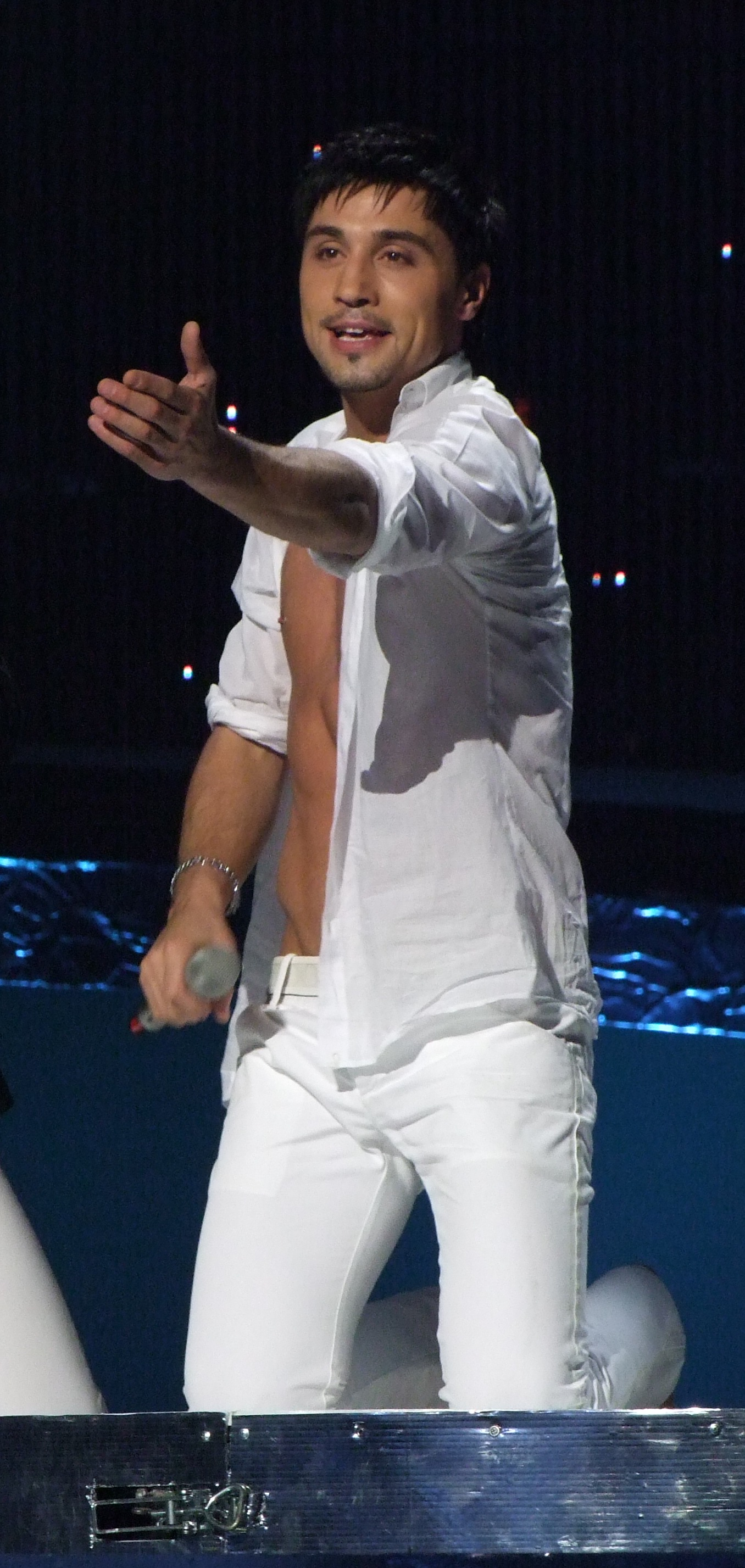
Dima Bilan, vincitore nel 2008
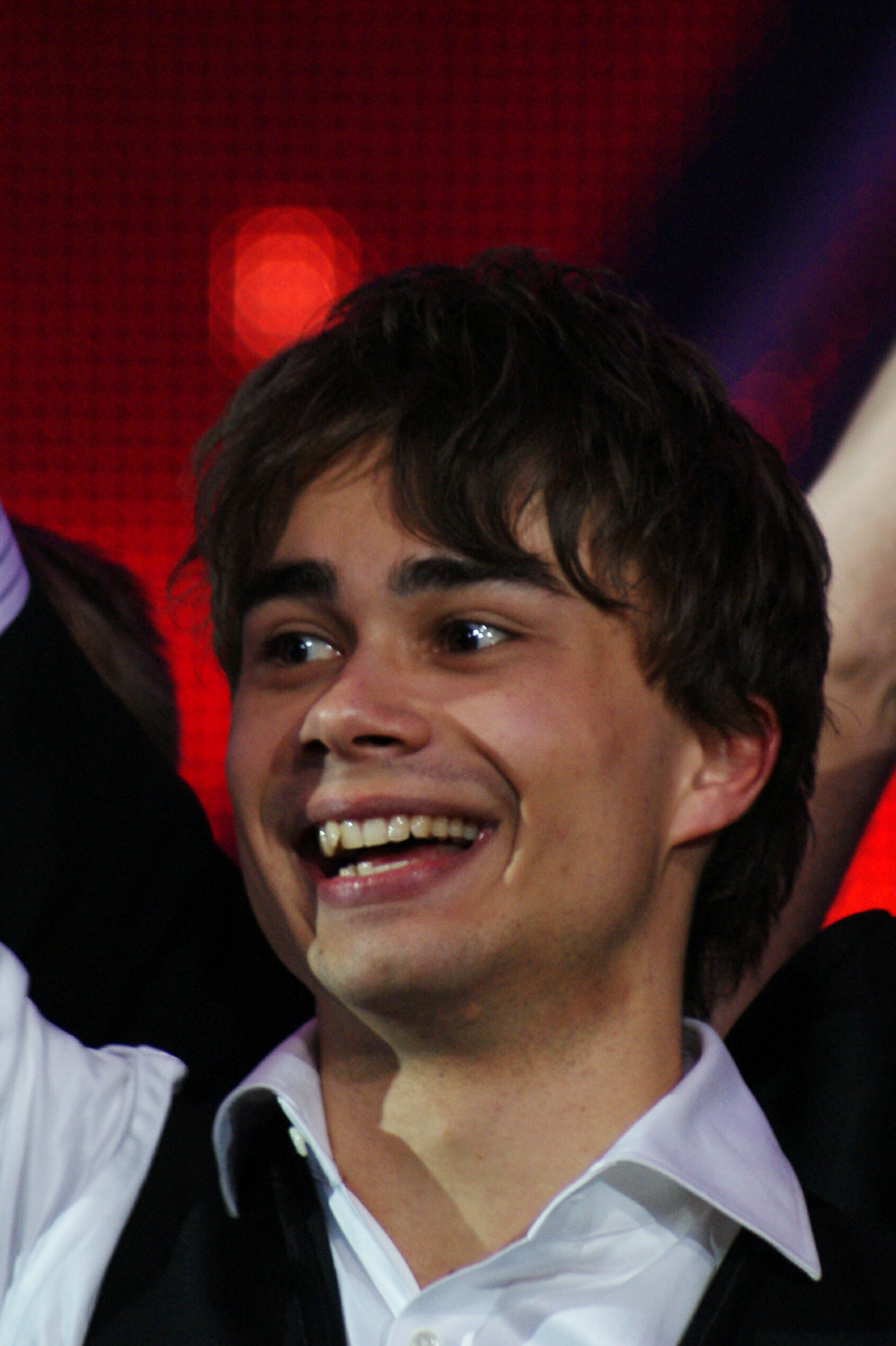
Alexander Rybak, vincitore nel 2009
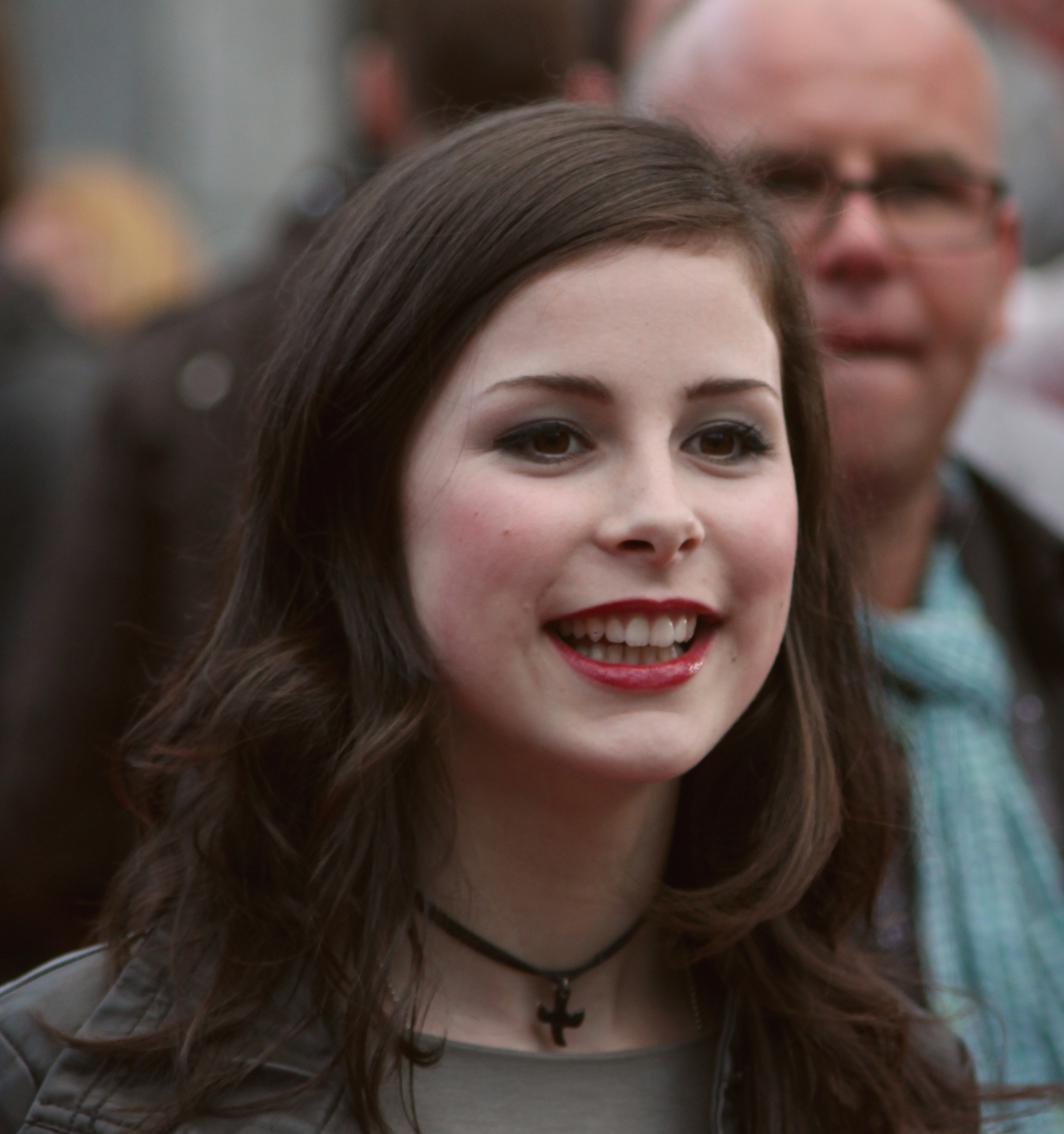
Lena Meyer-Landrut, vincitrice nel 2010
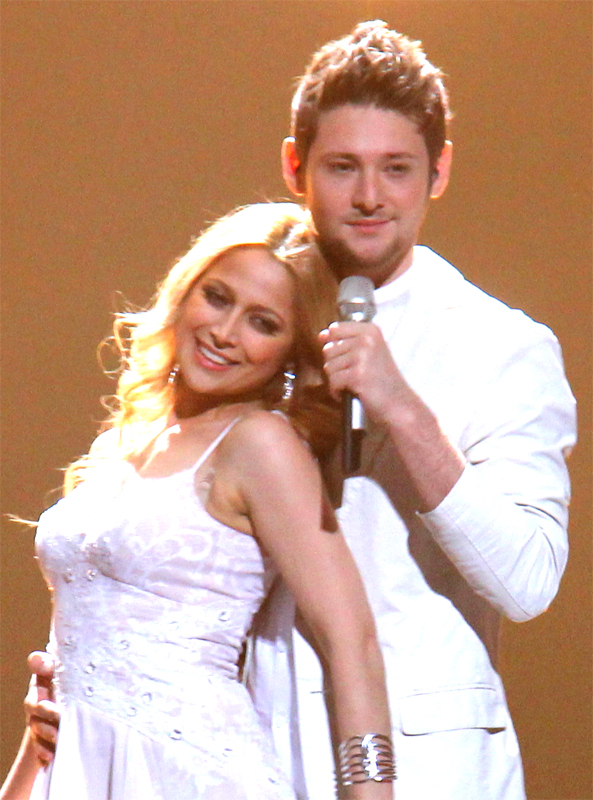
Ell & Nikki, vincitori nel 2011
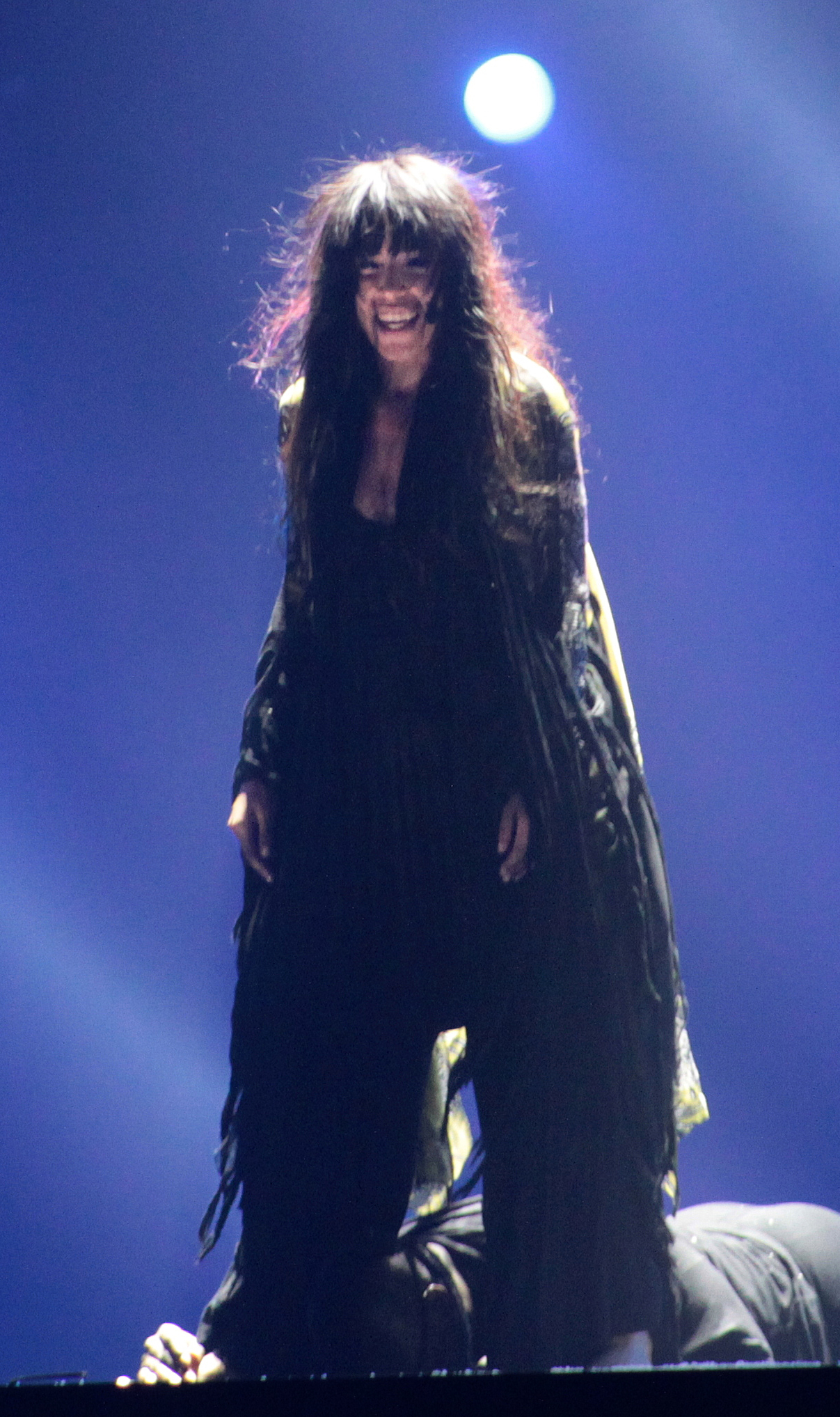
Loreen, vincitrice nel 2012 e nel 2023, è stata la seconda cantante plurivincitrice del concorso
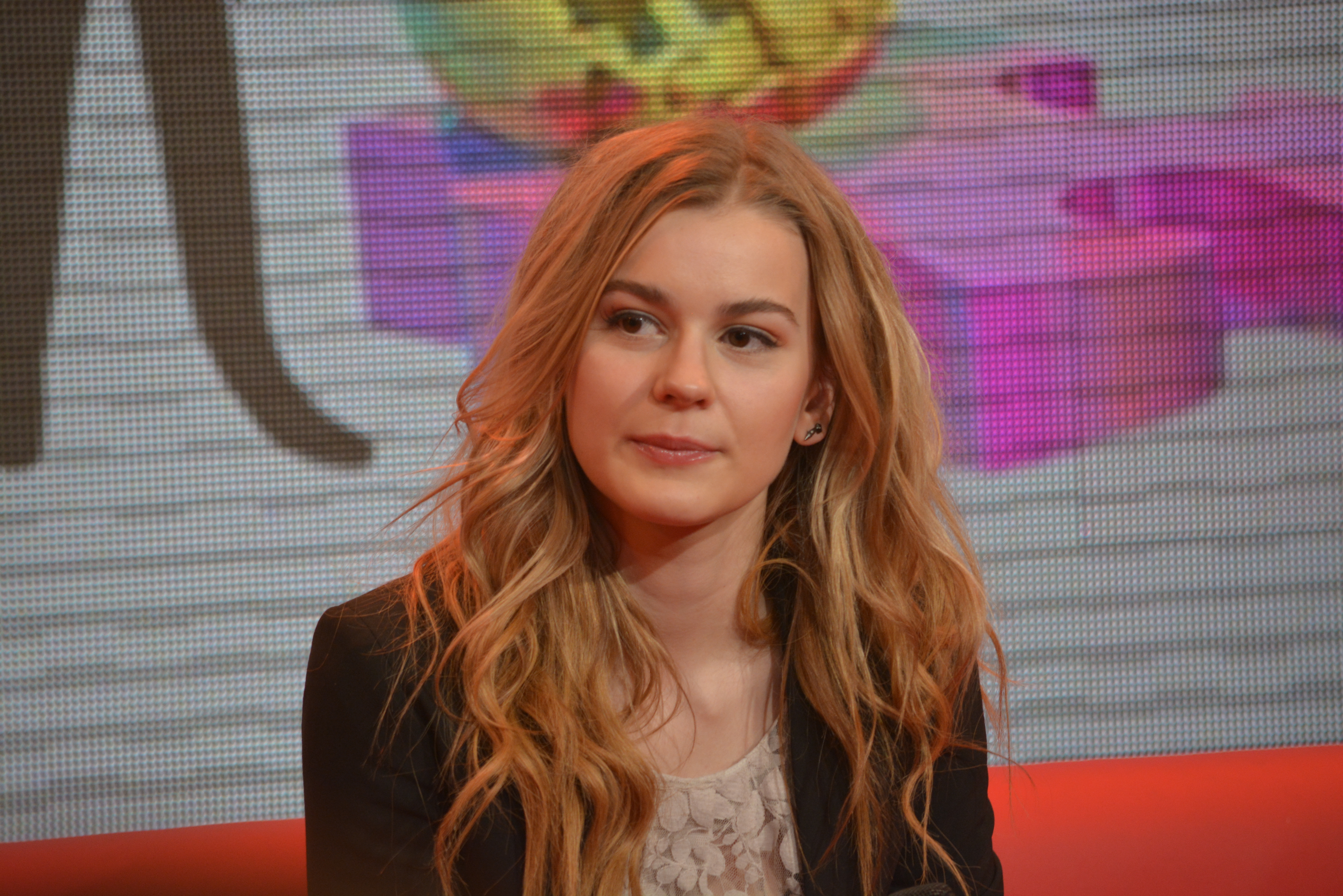
Emmelie de Forest, vincitrice nel 2013
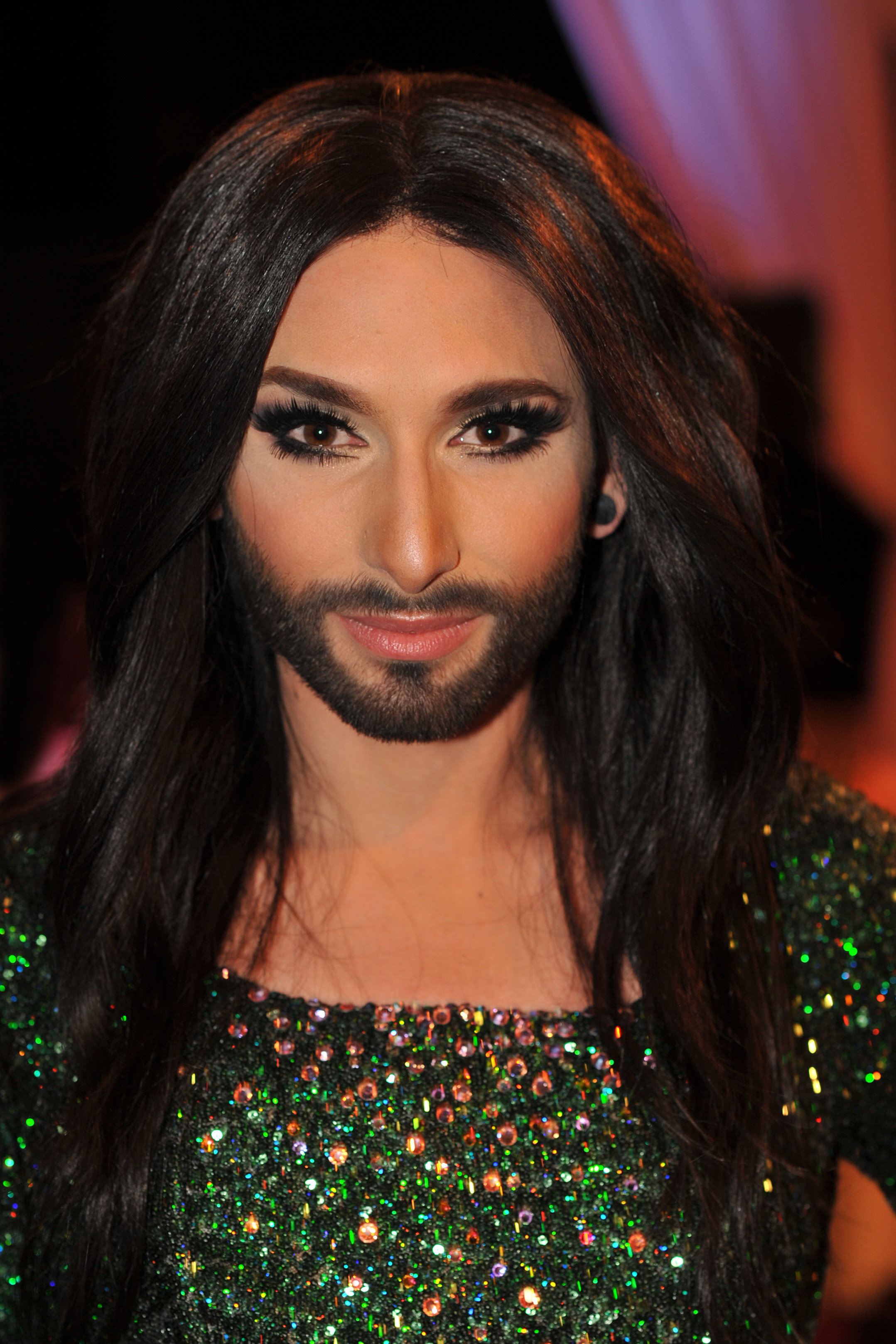
Conchita Wurst, vincitrice nel 2014
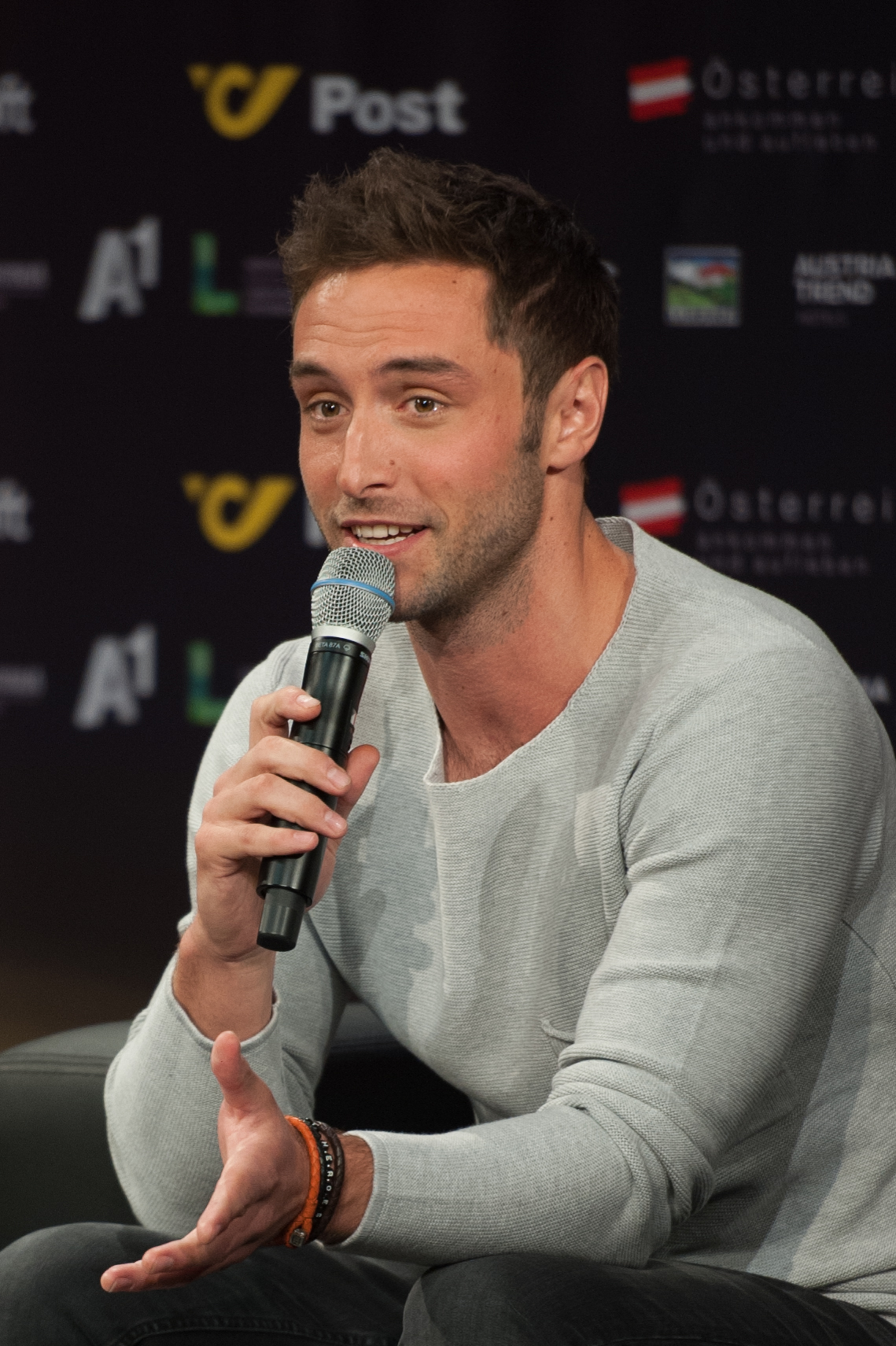
Måns Zelmerlöw, vincitore nel 2015
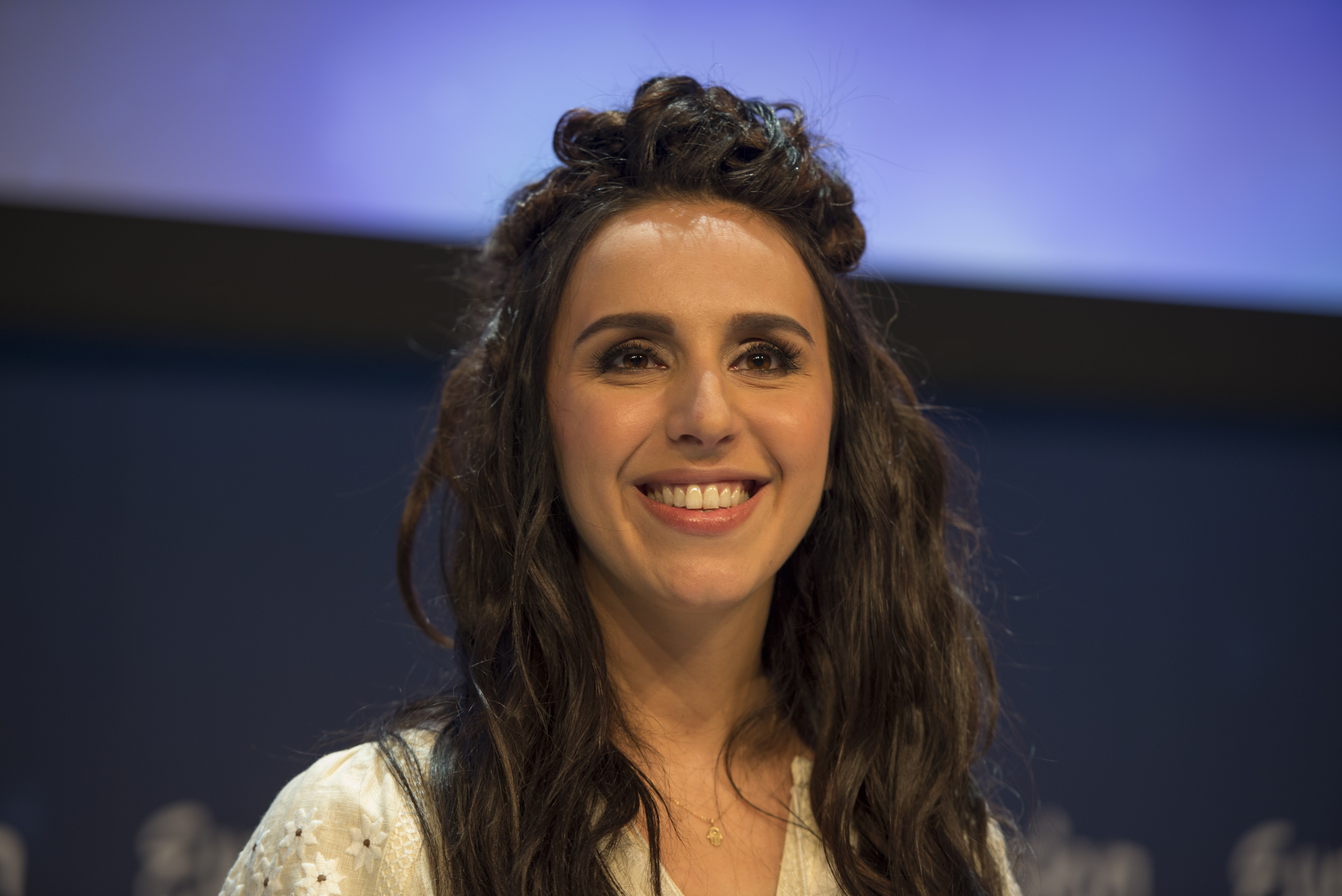
Jamala, vincitrice nel 2016
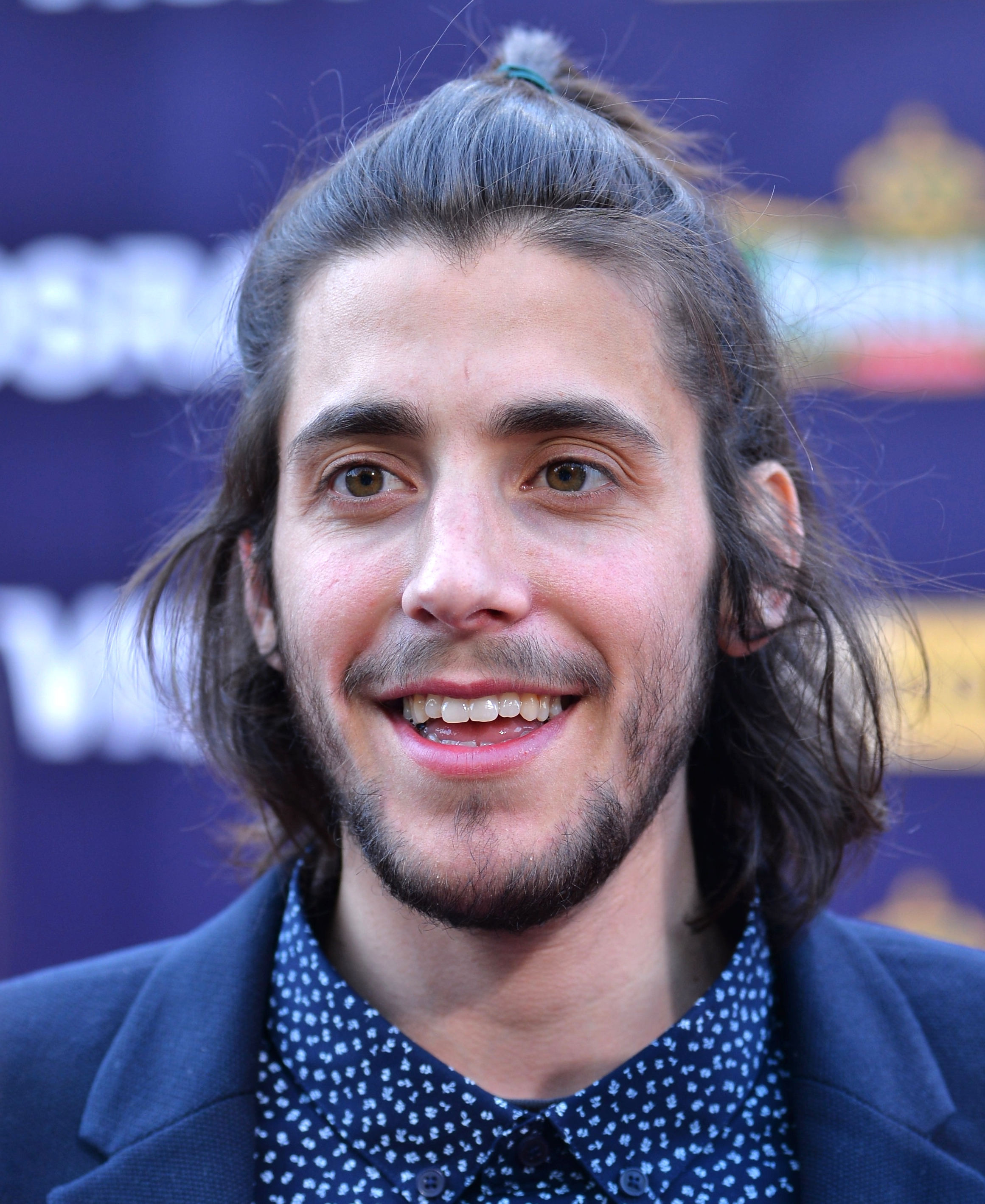
Salvador Sobral, vincitore nel 2017
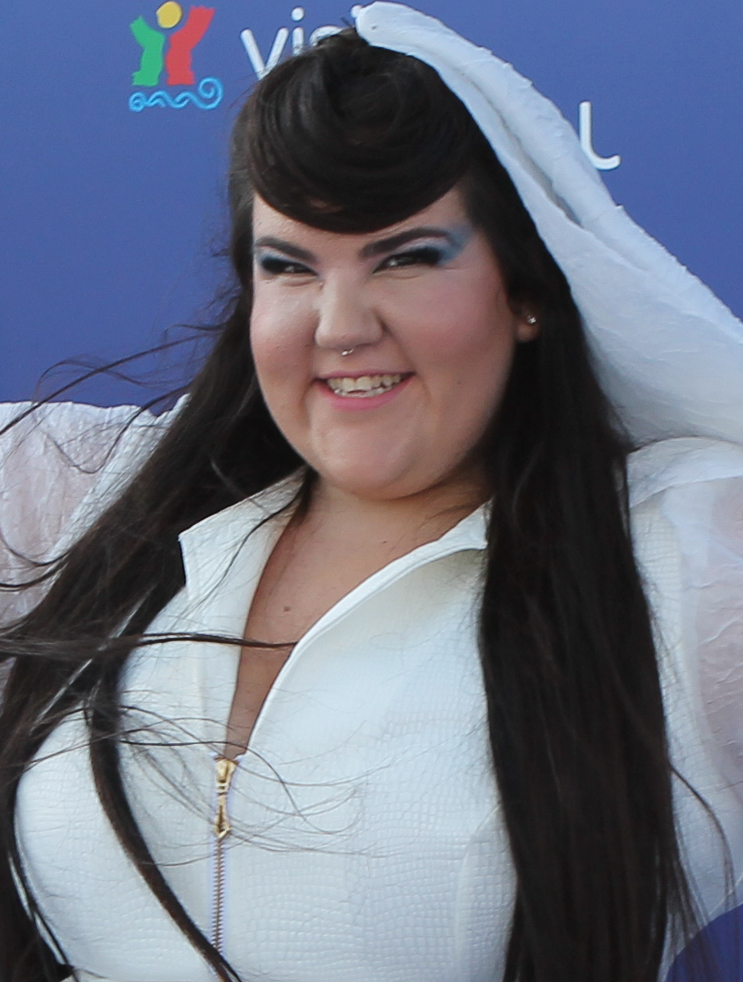
Netta, vincitrice nel 2018
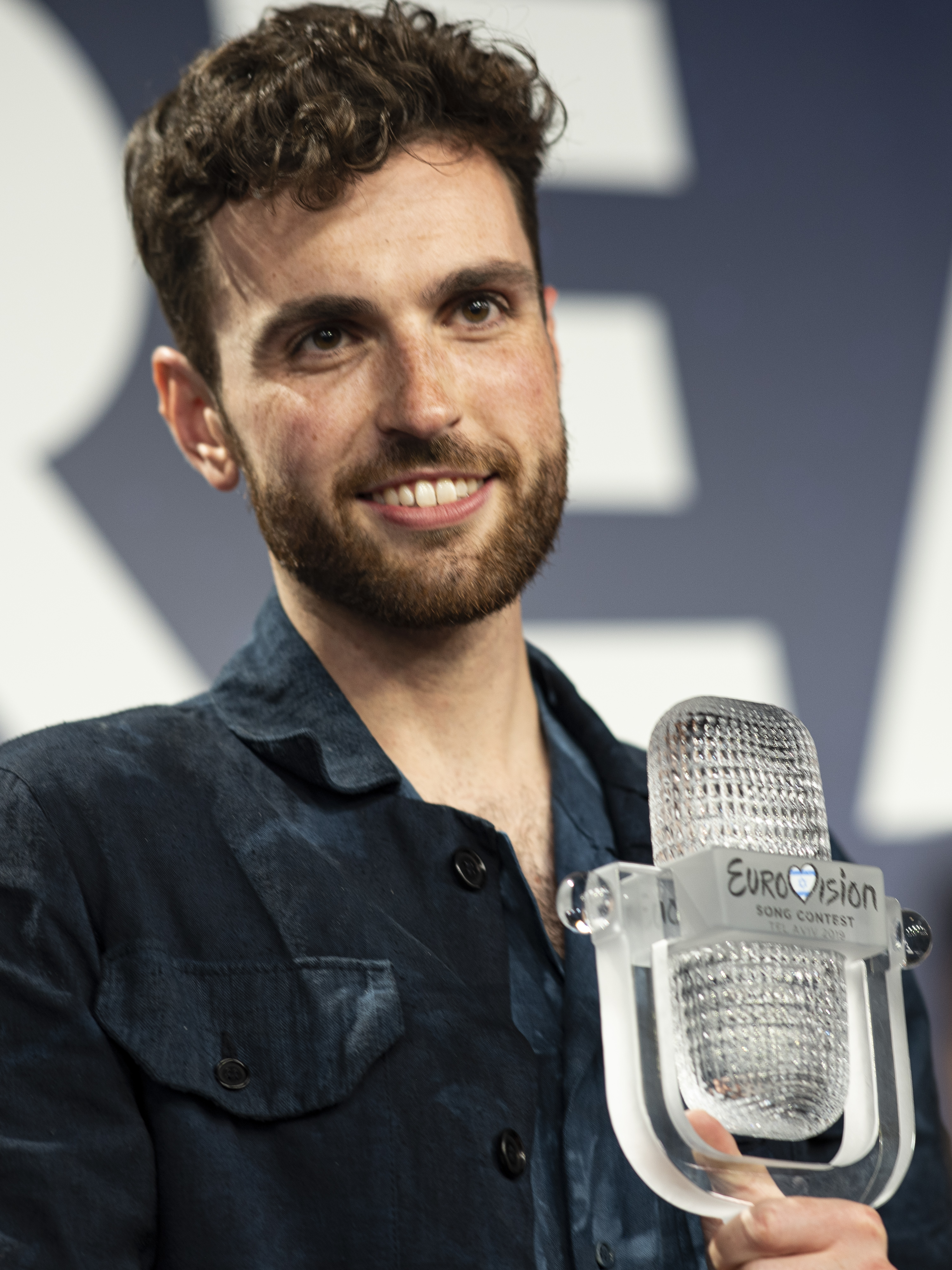
Duncan Laurence, vincitore nel 2019
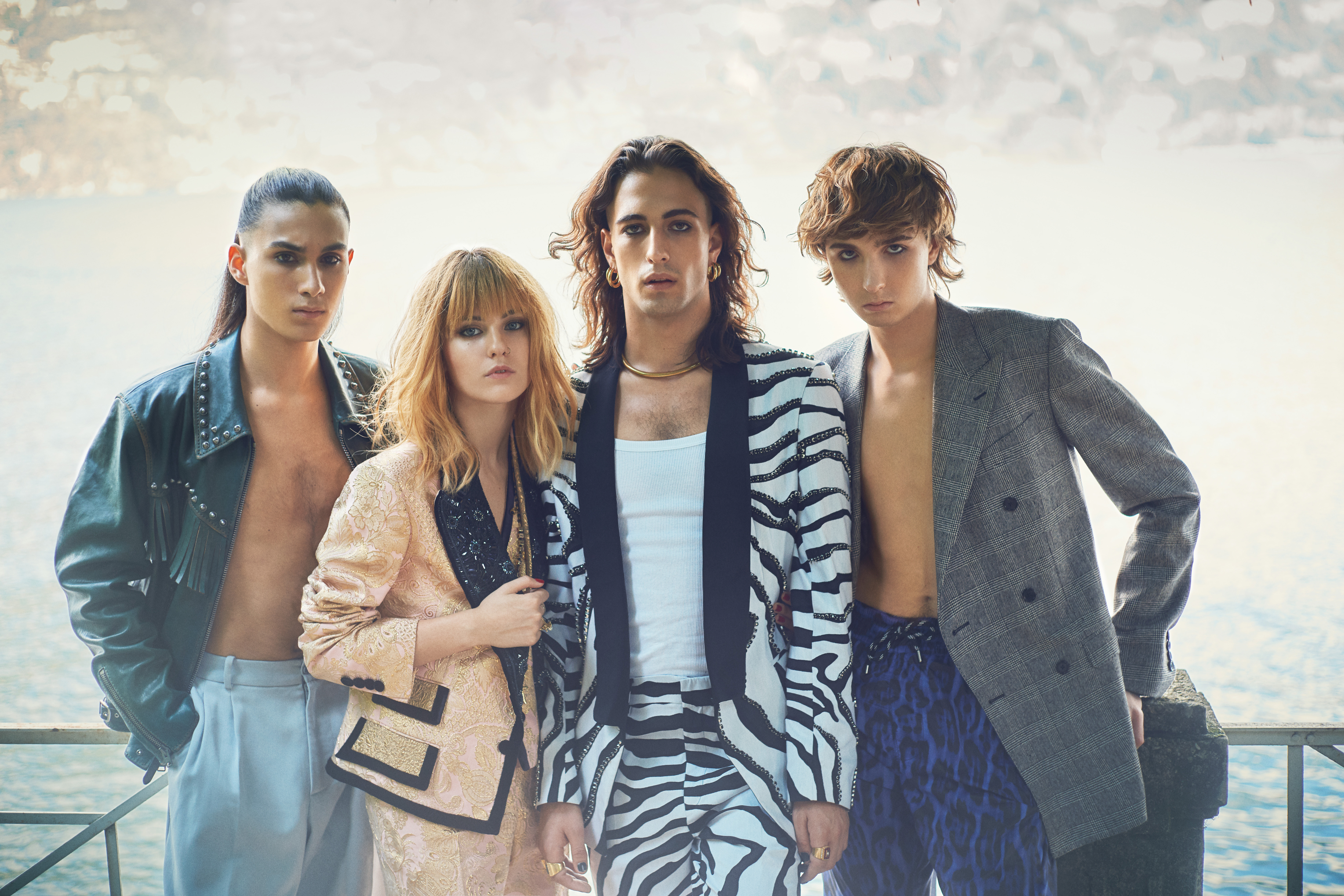
I Måneskin, vincitori nel 2021
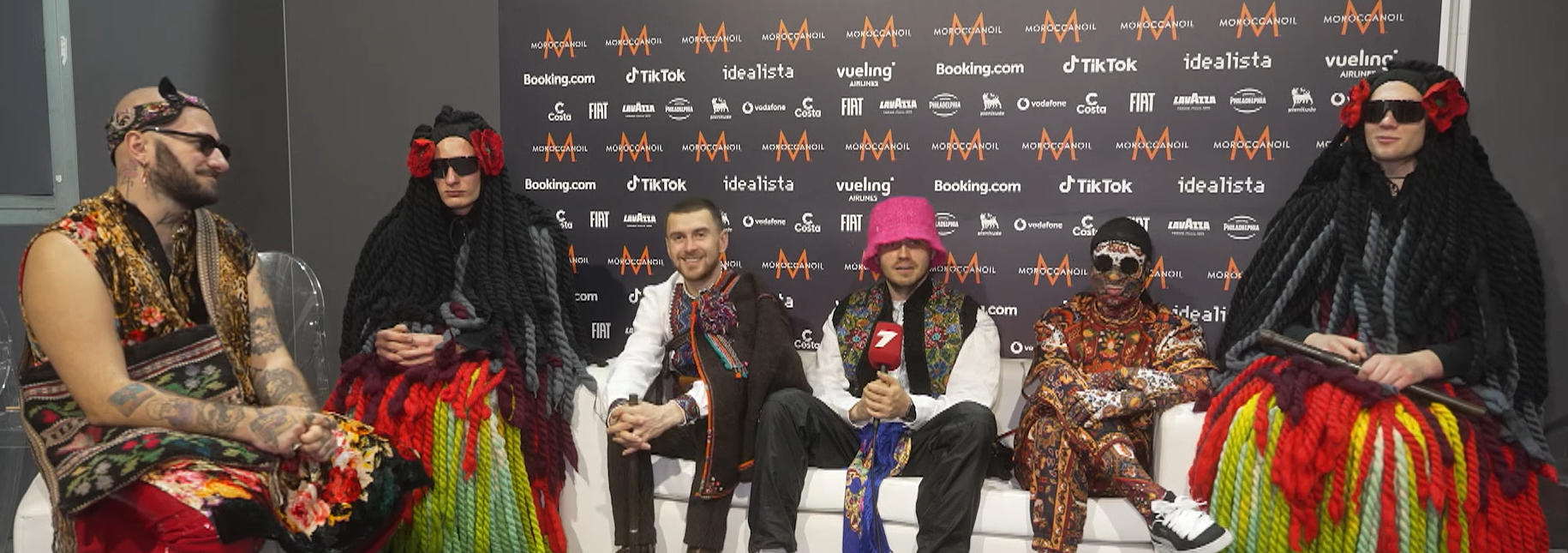
La Kalush Orchestra, vincitrice nel 2022
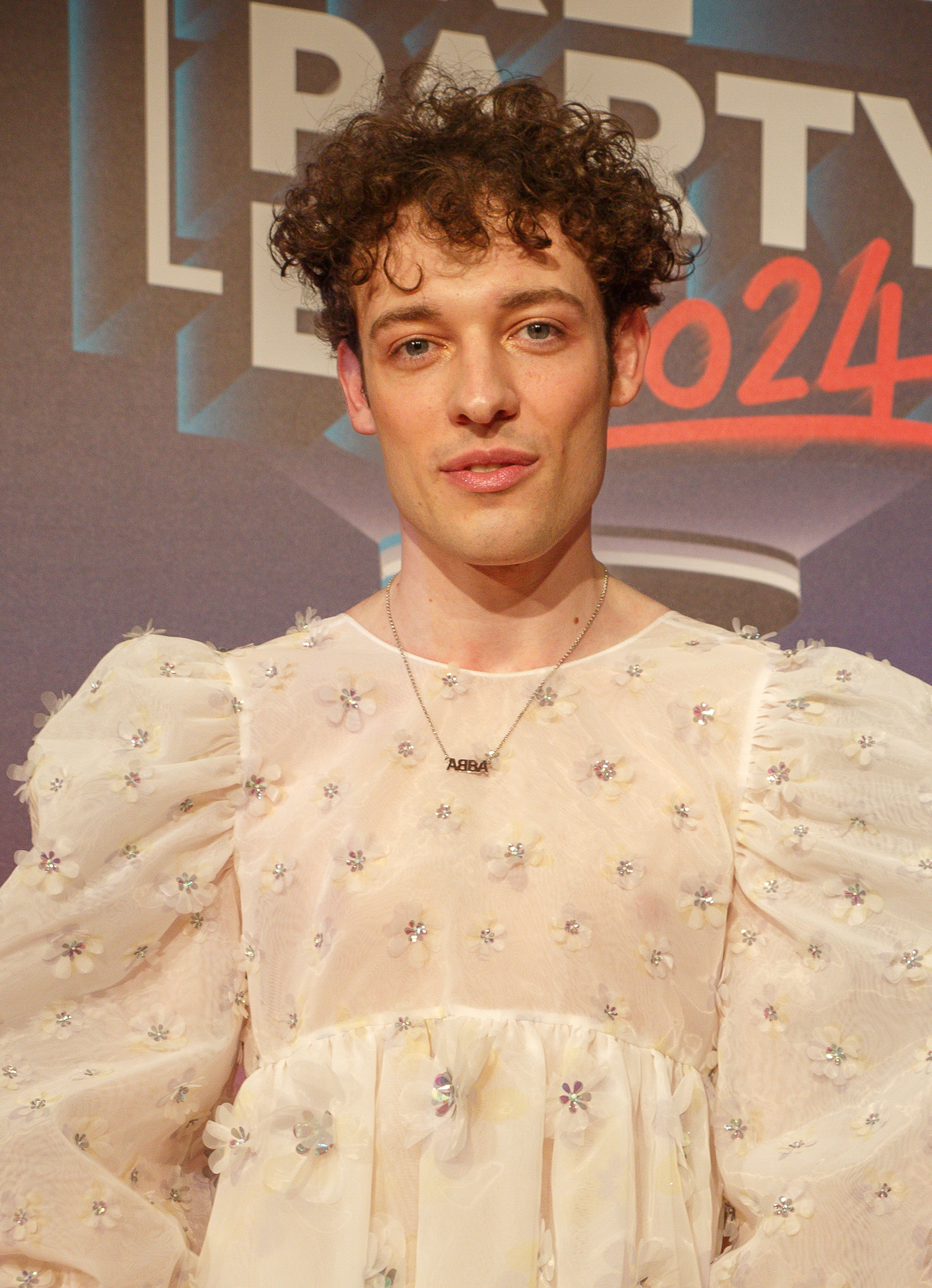
Nemo, vincitore nel 2024
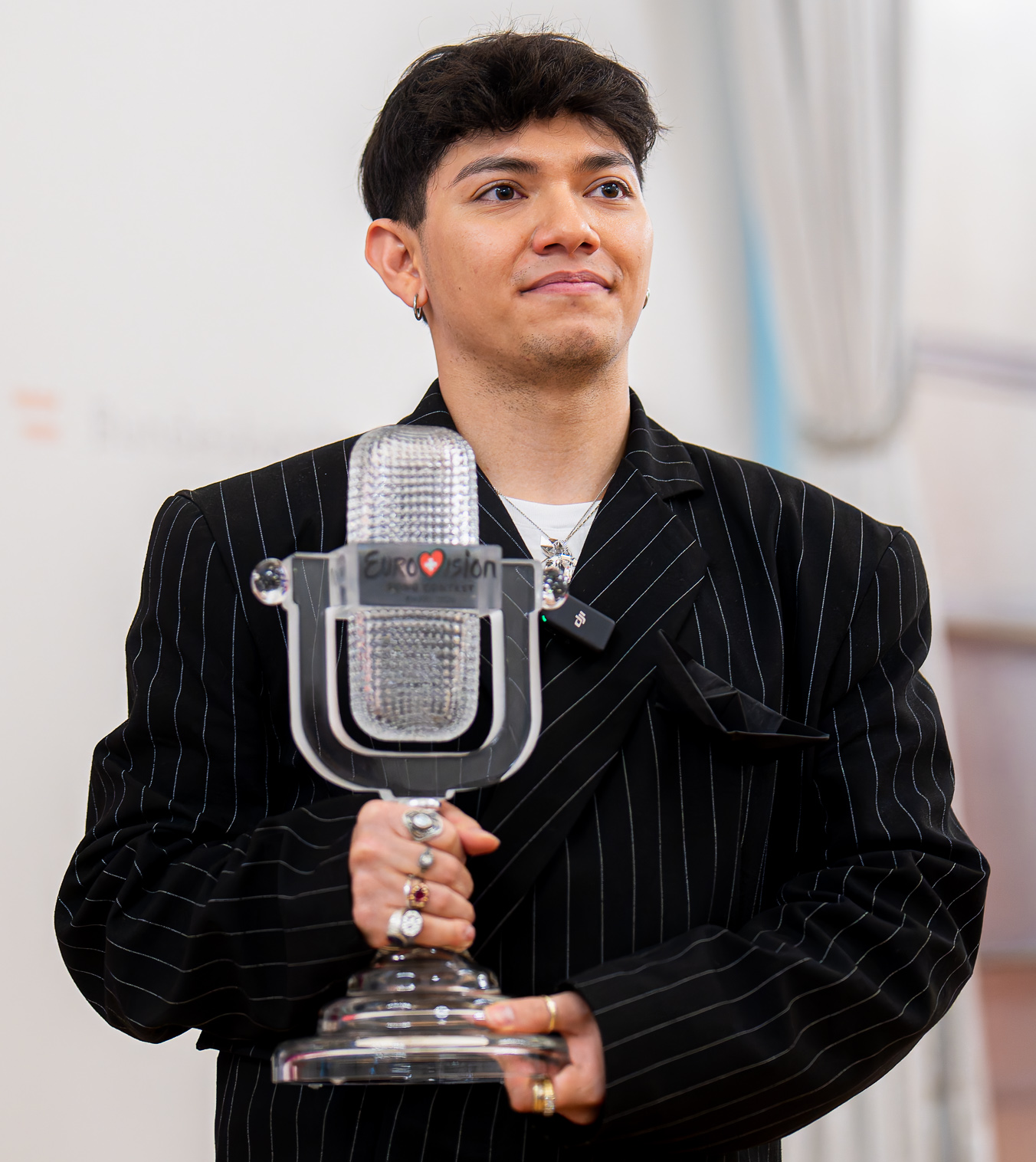
JJ, vincitore nel 2025